# セイバーマリオネット
『セイバーマリオネット』は、あかほりさとる・ねぎしひろしの両名によって企画および制作されたメディアミックスプロジェクト作品群、および同プロジェクトの作品を原作に置いて制作された各種メディア作品群の両作品群を指す総称。また、これら各作品に登場する特定の性質を持つ女性型アンドロイド（ガイノイド）の形式種別名でもある。
本来、作品名としては『SMガールズ セイバーマリオネット』とするのが正しいが、後述するテレビアニメ版の影響から『セイバーマリオネット』というタイトルのみで通る逆転現象が起き、後に後発の作品群がこれを公式に踏襲するようになった。

## 概要
ラジオドラマ、ライトノベル、アニメーションをメインにメディア展開された、戦闘能力を持った女性型アンドロイドである「セイバーマリオネット」の活躍をメインに描いた、一連のシリーズ作品である。シリーズに含まれる作品は、ほぼ同一の世界における物語（物語内にて描かれる歴史上の時点が異なる）として制作され、特に『セイバーマリオネットR』『セイバーマリオネットJ』においては、演じる主人公・敵役を、両作に共通し全く同じ声優が務めている事を特徴としていた。
初期展開された作品として『SMガールズ セイバーマリオネットR』（ラジオドラマおよびOVA作品）『SMガールズ セイバーマリオネットJ』（小説作品）『SMガールズ外伝 セイバーマリオネットZ』（漫画作品）があり、それぞれラジオドラマ、OVA（RおよびJ）ならびにテレビアニメ(J)化された。
あかほりさとるによると本作は手塚治虫の『火の鳥 復活編』とマンガ版『人造人間キカイダー』を下地にしている。
番外編としてあかほりの手による『私立大江戸学園興亡記』（ライトノベル作品）『セイバーマリオネットi』（漫画作品）が存在する。

### シリーズの沿革
- 1994年：企画スタート。アニラジ『まんがの森シアター あかほりさとる のわぁんちゃってSAY YOU!』（文化放送）にてラジオドラマ『SMガールズ セイバーマリオネットR』開始[注 1]。月刊ドラゴンマガジン（富士見書房）10月号にてライトノベル『SMガールズ セイバーマリオネットJ』連載開始。
- 1995年：『アニメV』（学習研究社）にて『SMガールズ外伝 セイバーマリオネットZ』開始。OVA『SMガールズ セイバーマリオネットR』発売。Rと同じく『ポリケロの のわぁんちゃってSAY YOU!』にてラジオドラマ『SMガールズ セイバーマリオネットJ』開始[注 1]。
- 1996年：テレビアニメ『セイバーマリオネットJ』放映。『月刊コミックドラゴン』にて漫画版『セイバーマリオネットJ』連載開始。
- 1997年：OVA『またまたセイバーマリオネットJ』発売。
- 1998年：テレビアニメ『セイバーマリオネットJtoX』放映。
- 1999年：ライトノベル『SMガールズ セイバーマリオネットJ』連載終了。
- 2000年：ドラゴンマガジン増刊『ファンタジアバトルロイヤル』（富士見書房）にて短編ライトノベル『私立大江戸学園興亡記』発表。
- 2008年：『月刊ドラゴンエイジ』（富士見書房）にて『セイバーマリオネットi～ネオジェネ～』連載。
- 2014年：ねぎしひろしが「AICプロジェクト」（のちのセイバープロジェクト）を立ち上げ。本シリーズの最終使用許諾を同社に一元化。
- 2016年：AICプロジェクト、社名を「セイバープロジェクト」に改める。

## セイバーマリオネットシリーズの作内時間変遷

### テラツー暦元年
22世紀末、人口増加に苦しむ地球から新たな天地を求めて外宇宙に乗り出した宇宙船団の船の一つ恒星間移民船「メソポタミア号」が惑星テラツーに不時着し、生き残ったのは徳川家安、ゲルハルト・フォン・ファウスト、アレクサンドル・キーシン、ジョイ・ヒューリック、王庸平、ヴィレイ・メディチの6人で、女性がいないために彼らの細胞からクローン技術で子孫を作り、都市国家を建設した。
惑星テラツーの都市国家は日本の江戸時代をモデルにした「ジャポネス」、ナチス・ドイツをモデルにした「ゲルマニア」（アニメではガルトラント）、ロシアをモデルにした「ペテルブルグ」、アメリカをモデルにした「ニューテキサス」、中国をモデルにした「西安」、イタリアをモデルにした「ロマーナ」の6か国が存在する。

### テラツー暦300年
『SMガールズ セイバーマリオネットJ』にあたる。
- テラツー史上のトピック
  - ゲルマニア（ガルトラント）による世界大戦（第一次テラツー戦役）。
  - ジャポネス（ミス・ローレライならびに間宮小樽）による女性復活。
  - メソポタミア号暴走によるテラツー破壊（アニメ版のみ）。
  - 八万年に一度のテラツー地下層プラズマ大暴走（アニメ版のみ）。
  - 西安騒動（アニメ版『セイバーマリオネットJtoX』のみ）。

### テラツー暦500年
『SMガールズ セイバーマリオネットR』と『セイバーマリオネットi 〜ネオジェネ〜』にあたる。
- テラツー史上のトピック
  - 女性復活200年祭。
  - ロマーナにおける純クローン種によるクーデター騒動。
  - ロマーナ王族による「純クローン培養とクローン種王位継承」の最終放棄。
  - マリオネットによる「人間同権」を求めた反乱（第二次テラツー戦役）。
  - マリオネット基本法成立（テラツー暦557年）。

### テラツー暦600年
『私立大江戸学園興亡記』にあたる。ただし『大江戸学園』はテラツー暦599年からのスタート。

### テラツー暦800年
『SMガールズ セイバーマリオネットZ』にあたる。
- テラツー史上のトピック
  - 暴走マリオネットによる人襲事件の増加。

## SMガールズ セイバーマリオネットR
最初に企画されメディアに登場したセイバーマリオネットシリーズ作品。1994年よりラジオドラマとしてスタート、OVAは1995年製作。以下に解説される全ての『セイバーマリオネット』作品に対する原典作品に位置付けられている作品である。
惑星テラツーに存在する6つの文化都市の一つ・ロマーナ国で巻き起こるクーデター騒動を舞台にしたアクションストーリー。前述の通り、テラツー歴にして500年代の出来事とされている。
この世界では『セイバーマリオネットJ』にて起こった一連のストーリーイベントを「女性復活」と称し歴史上最大の快挙と語り継がれており、それに関わった3台のセイバーマリオネットとそのマスターである間宮小樽（『セイバーマリオネットJ』の主人公）は独裁者ファウストのテラツー支配を阻み女性復活を成したテラツー最大の英雄として語り継がれている。

### あらすじ (R)
ロマーナ国の外れ、科学者スター・フェイスの住まう居城にパトカーが押し寄せていた。パトカーから降り立った警官マリオネットたちは、スター・フェイスを国家反逆罪で逮捕、連行する。誰もいない残された居城。フェイスの作り上げたマリオネットが、ひとりでに起き上がる。その胸には、心臓を模した「乙女回路」が据えられていた。
スター・フェイスの逮捕から、いくばくの時を置いた現在。ロマーナではテラツー史上最大の伝説的偉業「女性復活」より200年の時が流れた事を祝い、フェスティバルが行われていた。その一環としてセイバーマリオネットによる格闘大会が開かれ、そこにはロマーナ最高執政官（ロマーナの国王）ヴィレイの息子（王子）であるジュニアのマリオネット「ライム」も出場していた。ライムは紆余曲折を経ながらも、持ち前のパワーとスピードで見事チャンピオンの座を勝ち取る。
だが祭りで湧く街中の裏で、ロマーナ王宮ではジュニアの兄であった、スター・フェイスによるクーデターが人知れず進行していた。フェイスは自ら開発した3体のマリオネットたちを従えてヴィレイを暗殺する。一方、ヴィレイは従者である「ブラッドベリー」に自らよりもロマーナを継ぐ者であるジュニアを守るように厳命して、その命を散らす。
ロマーナ王宮を掌握したスター・フェイスは、ついにクーデターの狼煙を街中へと広げた。異常を感じたジュニアは従者のセイバーマリオネット「チェリー」「ライム」と共に王宮へと向かおうとするが、突如として現れたフェイスのセクサドールであるエッジに圧倒される。セイバーチャンピオンの自負と愛するジュニアを守るためにエッジに立ち向かうライムだったが、結果は惨敗。恐怖を植え付けられて行動不能に陥る。あわや一巻の終わりかと思われたジュニア一行を救ったのはヴィレイによって遣わされたブラッドベリーだった。
ブラッドベリーは階層惑星テラツーの特性を利用した戦略的撤退をジュニアに進言。ジュニアもそれを受け入れて一行と共に惑星の下層へと逃げ出す。ヴィレイの『遺伝子』に縛られた冷酷なる支配者、スター・フェイスと、ヴィレイの『命を継ぐ者』ジュニア。ロマーナの王権と行く末を巡る両者の逃亡・追走劇が始まる。

### 登場人物 (R)
ライム
声 - 林原めぐみ
ジュニアの従者。フェイスシリーズ・マリオネットの最終ナンバー。「女性復活」における英雄マリオネットの「ライム」よりその名を冠された。一人称も英雄ライム同様「ボク」である。生まれたばかりのために純粋無垢で、ジュニアを親のように慕っている。開発スペック上のスピード能力とパワー出力により、ロマーナで開かれたセイバー格闘大会で優勝に輝くが、第1話でエッジに経験差によって大きく及ばず手痛い敗北と共に凄絶な恐怖心を植え付けられてしまう。第2話でブラッドベリーより虚脱を含む駆け引きを用いた格闘のいろはを、チェリーより乙女回路が生み出す「心」を「自身の力」に昇華させる事を学び、恐怖心を克服。これを元に第3話で成長してエッジを下すが暴走状態に陥るも、ジュニアの静止によって事なきを得る。
小説版では、エッジとの戦闘の際、暴走状態になった影響でフェイス一味との戦いの記憶を失う。
チェリー
声 - 白鳥由里
ジュニアの従者。英雄マリオネットの「チェリー」よりその名を冠された。ジュニアを「仕える相手」として、また「異性」として慕い、恋人として心も体も結ばれることを夢見る。時折、暴走気味の大妄想を披露する。
第3話でキャニーと対戦。キャニーに圧倒されながらも本気を出して辛勝する。その後、キャニーに重傷を負わされるが、そのすきを突き電流を流して相打ちとなるが、キャニー破壊後に密かに脱出しフェイス死亡後にジュニアたちと合流した。
小説版ではキャニーとの相打ちの際、自己維持のために必要なメモリーが破壊されその場で機能停止したが、クーデター後、ジュニアによる戦闘現場からのサルベージが行われてボディが回収され、これを修復した後に従前よりの定期メンテナンスによってロマーナ王室に残されたバックアップメモリを組み込まれフェイスとの戦いの記憶を失った状態で復活した。
ブラッドベリー
声 - 平松晶子
ヴィレイの従者であり、ジュニアの教育係。英雄マリオネットの「ブラッドベリー」よりその名を冠された。英雄ブラッドベリー同様パワーに優れているが、英雄の彼女にはなかった知略戦も得意としている参謀タイプ。生真面目で使命に対して一本気。ジュニアに対しては母親のように愛情深く、チェリーとライムに対しては姉の如く接する。物語初盤でヴィレイを守りきれなかったことが、彼女の心に小さなしこりとなっている。
第2話でブリッドと対戦するが、その際重傷を負い右手を失いながらもブリッドを道連れに果てた。しかし、第3話で機能停止ながらも湖の畔で無事であることが判明。
小説版ではブリッドとの相打ちの際、自己維持のために必要なメモリーが破壊され戦闘した場所で機能停止したが、クーデター後、ジュニアによる戦闘現場からのサルベージが行われてボディが回収され、これを修復した後に従前よりの定期メンテナンスによってロマーナ王室に残されたバックアップメモリを組み込まれフェイスとの戦いの記憶を失った状態で復活した。その際にフェイスとの戦闘とヴィレイの死に関しては、本人の命令とはいえヴィレイ執政官を守れなかったことがブラッドベリーにとっては重荷になると判断したジュニアによって「プラズマ大暴走による事故」だと説明された。一時はそれを深く悲しんだものの、やむなき事故であるとジュニアに励まされ、またヴィレイがジュニアの行く末を案じていたことを思い出し、ジュニアを支えヴィレイの心に沿うために自ら立ち直った。
ヴィレイ・ジュニア
声 - 今井由香
ロマーナ国執政官（国王）ヴィレイの息子。普段は“ジュニア”と呼ばれる。その名が彼にまつわる出生の秘密そのものの正体を示しており、実は彼はその名の通り“ヴィレイの子供”として生を受けた。即ち、父であるヴィレイとその恋人である母との自然生殖によって生まれた子どもであり、クローンではない。
キャニー
声 - 水谷優子
フェイスのしもべ「セクサドールズ」の司令塔。白い服を着ている褐色の肌が特徴の女性。静かにして知的だが、眼が閉じていてわからないが赤外線センサーが内蔵されているため不気味な目をしている。戦闘では爪のようなものを頭に突き刺して電流を流し回路を破壊する。
第3話でチェリーを圧倒するが本気を出したチェリーに敗北。その後、チェリーに奇襲を仕掛けるがその逆を突かれてしまい、最期は電流を流され全壊した。
エッジ
声 - 高乃麗
フェイスのしもべ「セクサドールズ」の切り込み。ネコ耳風の帽子をかぶった全身凶器の刃物女。最初に登場し、ライムを圧倒する。第2戦でもライムを圧倒するが、暴走したライムに倒される。最期はジュニアの制止に共鳴する形でフェイスに迫ろうとしたライムの攻撃を受け死亡した。
ブリッド
声 - 井上喜久子
フェイスのしもべ「セクサドールズ」の鉄砲玉。銃弾やロケット砲が内蔵されている。見た目は美しいカウガール風だが、本性は仲間を殺すことさえ厭わない残忍な性格。
第2話でブラッドベリーと対戦。彼女に致命傷を負わせるが、ライムのキックにより半壊されたうえ、そのブラッドベリーに道連れにされる形で死亡した。
ヴィレイ
声 - 銀河万丈
ロマーナ国執政官。初代ヴィレイのクローン体。ロマーナは代々、初代の死体から採取される体細胞クローンによって執政が行われていた。クーデターを起こしたフェイスに拷問された後に死亡。死体はプラズマ大地に放り込まれた。
スター・フェイス
声 - 緑川光
ジュニアの兄とされる男。その理知ゆえの無情性からヴィレイにより危険視され、星を模る仮面をかぶせられ、ロマーナ城の塔に幽閉されていた。太古の記録の断片より「ローレライ・システム」の最終成果である「乙女回路」を創り上げた天才科学者。これをもってエッジ、キャニー、ブリッド、ブラッドベリー、チェリー、ライムの6体のマリオネットを創り上げる。その正体は次代のヴィレイとして培養された、初代ヴィレイの最後の体細胞クローンである。初代ヴィレイの死体が無残なものになっていることに驚愕し、追いついたジュニアから「（父ヴィレイも語った）クローンの末路」を聞かされて絶望する。それでもジュニアもまたクローンであるはずと反論しようとしたが、他ならぬジュニアから彼自身の「本当の出自」を聞かされて本当の意味で心を折られてしまう。それでも救いの道を模索しようと手を伸ばすジュニアに対し、それを見下すがゆえの憐れみ（ジュニア自身は真摯に「兄」を救いたかっただけであり、そんな意図は無かった）と受け取ってしまい、自らの間違いも敗北も受け入れきれず、最期は「ジュニアも『ヴィレイ』であるならば、たどる道は自分と同じだ！」と絶叫した上で「存在などしえなかった自らの勝利」を讃えながらプラズマ大地に身を投じ自害した。
おじじ
声 - 緒方賢一
地下層に逃れたジュニアたちを匿い、彼らに「生きる」ことや平民としての暮らし、大地に足をつける意味を教えた。
アダリィ
声 - 宮村優子
おじじと共に生きるマリオネット。おじじの子どもの頃から、彼の世話をしている。

### ドラマCDのみ登場するキャラクター
Dr.リゼッタ
声 - 千葉繁
フェイスの元で助手を務めていた科学者であり、同時にフェイスの技術成果を我が物にせんと、フェイスをロマーナ国警察に反逆罪で売った張本人。後に自らの技術力を世に知らしめるために世界征服の野望を燃やし出す。フェイスのセクサドールズを率い、自らの野望に対して障害になるであろうジュニアのセイバーマリオネット達に挑戦するも、自らの不利が確定すると、自らの手で開発したマリオネット記憶消去装置を用いてセクサドールとセイバーマリオネット双方を行動不能にして勝負を水入りとし、幾度となく逃亡する。
その正体はフェイスが「マリオネットの無意識」を創造する（セクサドールズにはセイバーマリオネットたちへの憎しみ。セイバーマリオネットたちにはセクサドールズへの苦手意識を、それぞれ刷り込む事に成功する）ために、そのプロセスを遂行するようプログラミングされたアンドロイド（男性型マリオネット）であり、彼の行動の全ては自身の逮捕も含めてフェイスの掌の上で転がされていたに過ぎなかった。最終的には獄中のフェイスより「目的はほぼ達成して役目を終えた」と判断され、遠隔操作で自壊させられる。その過程でジュニアに対し、利用されていた悔しさからある希望を彼に託した。
シリーズで初めて登場した男性型マリオネット。
ナレーション
声 - 堀内賢雄
天の声。Dr.リゼッタと壮絶な漫才を披露し、メタフィクションな演技を披露するギャグメーカー。かなりの頻度でリゼッタにナレーションを邪魔される。

### 小説版のみ登場するキャラクター
以下のキャラクターは小説版2巻以降に登場するキャラクター。
ゼルジィ
ロマーナ執政補佐を務める老人。ジュニアからは「ジィ」セイバーたちからは「おジィさん」と呼ばれる。いわばロマーナ王家の家老的存在。フェイスの起こしたクーデター騒動の際いち早く逐電し、なんとか生き延びてフェイスに勝利したジュニアの元に馳せ参じ、政治的なサポートをしている。前執政である先代ヴィレイの遺志を尊重し、ジュニアに先代以上の名君になって欲しいと心から願っており、基本的にはジュニアの意思は尊重してくれる。しかし、その思いが強すぎて暴走するとジュニアの言葉の揚げ足を取って、強引に物事を押し進めようとする。ただ、マリオネットに対しては「単なる道具」という意識が強く（これはテラツーではほぼ多数派の価値観である）セイバーたちを相手には何かにつけて反発する。
小説2巻では「先代の御意志」と「ジュニア様はクローン王権からの脱却という改革を願っていらっしゃる」という2つの事実を錦の御旗にして、強引にジュニアの見合いイベントを押し進めようとする。
バニラ・アイッツル
ロマーナの富豪かつ貴族である、アイッツル家の息女。ゼルジィが仕組んだ、ジュニアのお見合いイベントに花嫁候補の一人としてやってきた少女。アイッツル家は元々、ロマーナの工業区を一手に引き受けていた名家であったが、フェイスのクーデターで当代となる父母を殺され家屋敷も焼かれ没落、バニラも資産を失い孤児同然となっている（その過去はお人好しなジュニアの負い目となってしまう）。のちに（様々な策謀はあったが）正式にジュニアの婚約者となる。
基本的に良い子ではあるが、心は幼く知識も弱く、お嬢様気質が抜けていない。ある意味では良くも悪くも「甘やかされて育った年頃の女の子」と言える人物。ジュニアに近付いたのもマーブルに吹き込まれた「アイッツル家の復興」が目的であるため、本当にジュニアに惹かれているのかと問われると自身でも疑問が残る状態である。マリオネットに対してもゼルジィ同様に道具という意識が強い。ただ、ジュニアのライムたちに対する態度を見て、徐々に認識が揺らいでいく。
2巻の騒動後に自らがマーブルに躍らされていた事を悟り、ジュニアとライムたちの絆を前に婚約を破棄して身を引こうとするが、他ならぬジュニア自身に推し留められ、以降はジュニアたちの善き協力者として彼らの傍に侍る事となった。
マーブル
アイッツル家の執事。バニラに仕え、ロマーナ王室が行ったジュニアの花嫁候補選定イベントに、彼女を連れ出す。表向きは忠義者を装っているが、幼いバニラの姿には辟易したものを感じており、心の中では常に彼女に悪態をついている。実はフェイスのクーデター以前より、アイッツル家の資産を持ち出して食い潰していた寄生虫同然の男であり、バニラをジュニアの元に連れ出したのも自身がロマーナ王室に取り入り、国家財政を自分の思うままに貪る意図によるものだった。
実は科学者であり問答無用のメカフェチで、特にメカニックの無機質さや非柔軟に目的を遂行する忠実なプログラムを好む。しかし、それゆえにマリオネットを嫌い、同時に「心の機械」である『乙女回路』を心底憎悪している。ジュニアたちに近付いたのも単にカネ目的だけではなく、ロマーナ王室に乙女回路を破棄させ技術を永遠に失わせるという陰謀を描いての事で、のちにゼルジィに取り入り「婚約者（バニラ）の執事」という立場を振りかざして「セイバーたちがいてはバニラが幸せにはなれない」と進言した上で「しかしセイバーたちの力はこれからもジュニアとバニラを守るために必要。ならばセイバーたちがジュニアの事に対して余計な事を考えなければよい。そもそもクローン王権を破棄するならば乙女回路など不要のものである」と説き、王室に「乙女回路の完全破壊と技術封印」を認証させてしまう。

### OVA

#### スタッフ
- 原作・監修 - あかほりさとる、ねぎしひろし
- 監督 - ますなりこうじ
- キャラクター原案 - いづなよしつね、田沼雄一郎
- キャラクターデザイン - 岩田幸大
- メカニックデザイン - 岸田隆宏
- 演出・絵コンテ - ますなりこうじ（1話、3話）、鶴巻和哉（2話）
- 作画監督 - 岩田幸大（1話）、菅沼栄治（2話）、齋藤卓也（3話）
- 美術監督 - 西田稔
- 撮影監督 - 白井久男
- 音楽 - 大森俊之
- 音響監督 - 田中英行
- プロデューサー - 杉田敦、柴田光輝
- アニメーション制作 - アニメイトフィルム、ゼロ・ジー・ルーム
- 製作 - バンダイビジュアル、ムービック

#### 主題歌
本作ではオープニングはない。
エンディングテーマ
「抱きしめて Lovin' you」（1話・2話）
作詞 - 山本成美 / 作曲・編曲 - 大森俊之 / 歌 - 林原めぐみ、白鳥由里、平松晶子
「そばにいるよ 〜優しきエピローグ〜」（3話）
作詞 - 山本成美 / 作曲・編曲 - 大森俊之 / 歌 - 林原めぐみ、白鳥由里、平松晶子

### 小説
富士見ファンタジア文庫よりノベライズ版が2冊出版されている。執筆者は長谷川勝己。
- SMガールズ セイバーマリオネットR（1995年9月25日 初版発行）ISBN 4-8291-2648-5

上記OVAシリーズ全3巻のノベライズ作品。本冊1冊でOVAシリーズの全ストーリーをコンプリートしている。内容はスター・フェイスのクーデター騒動を描いている。
- SMガールズ セイバーマリオネットR-2 結婚前夜（1996年7月25日 初版発行）ISBN 4-8291-2694-9

前巻（すなわちOVAシリーズ）の続編として、後日談が描かれたオリジナルの長編。ロマーナ王室のクローン放棄に伴うジュニアの花嫁候補選定と、その裏で蠢く陰謀を描いている。
本来この巻は後述する『Z』の小説版として企画された作品だったが、作者（執筆者である長谷川）の強い意向や編集部の判断など紆余曲折の果てに『R』の直接の後日談となった事があとがきで語られている。

## SMガールズ セイバーマリオネットJ
あかほりさとるによるライトノベル作品。挿絵イラストはことぶきつかさが担当。
『月刊ドラゴンマガジン』（富士見書房）に1994年より1999年まで連載。富士見ファンタジア文庫より単行本化されている。全12巻。
富士見書房にて本作が企画された当初は上述された『セイバーマリオネットR』の小説版を連載することになっていた。しかし『セイバーマリオネットR』の企画が進行するうちに世界観を出したあかほりサイドとアニメを実製作するねぎし側に意見の齟齬が発生する。あかほり側が「これだけの世界なら、書くべき事は女性復活しかない！」と主張したのに対して、ねぎし側OVAスタッフが「そんな大事を予定されているビデオ巻数でどうやって表現しろというんだ！」と反発。結果として小説版の連載をあかほりが主張するテーマの物語に切り替えることで、なんとか折り合いがついたというエピソードがある。また、あかほりは本作の中でゲルマニア（ガルトラント）に真っ先に滅ぼされた国家として、ガルトラントの軍事力を示すためにテラツー最大国家とされるペテルブルグを設定したが、自身のアイディアを否定した『R』スタッフ陣に対する意趣返しという理由でペテルブルグとともに滅ぼされた国家としてロマーナを設定し、早々と作品の舞台から除外している。

### あらすじ (J)
メソポタミア号不時着から300年。男性のみの閉塞した世界は、目には見えぬが徐々に衰退の道をたどり始めていた。クローニング技術の限界による出生率の低下、男性社会による力支配による社会の先鋭化。6つの都市国家の元首たちはそれを感じていながら、誰も打開策を得ることができずにいた。
その中でゲルマニア（ガルトラント）総統・ファウストはその打開策を「優秀な人間のクローンによる他のクローンの支配」と位置づけ、テラツー征服の野望を燃やし始めた。
そんな世界情勢の中、ジャポネスの少年・間宮小樽は子供の頃に訪れたことのある“ジャポネス歴史資料館”にて偶然、隠し廊下に迷い込み地下室へとたどり着く。そこで彼が見たものは、一体の女性型アンドロイド“マリオネット”だった。
自らを「ライム」と名乗るそのマリオネットのマスターとなった小樽は、普通のマリオネットとは全く違うライムの“感情がある”行動に翻弄される。
そんな日々の中、小樽は偶然にもある人物に出会う。それはジャポネス将軍・徳川家安だった。家安はライムが来るべき“女性復活”のために造られた“道標”であることを明かし、ライムと同様に造られた“標”たるチェリーとブラッドベリーと共にその運命を小樽に託す。
そしてファウストと家安、2人の「女性復活」と「テラツーの未来」を賭けた戦いに小樽は巻き込まれていくこととなる。

### 登場人物 (J)
原作とアニメと漫画版設定が異なる。なお、身長などはマリオネットのみ掲載。
間宮小樽
声 - 今井由香
ジャポネスのかさはり長屋に住む少年。ライム・チェリー・ブラッドベリーを目覚めさせマスター（主人）となる。ライムらと共に暮らしていくにつれ、三人の乙女回路を成長させた。正義感が強いがまたやや短気で、怒ると江戸っ子口調になる。ガルトラントに侵入し、多くの活躍をしたためジャポネスからは英雄として称えられている。家安から賜った伸縮する十手のような武器を所持している。身体能力は高く、街のゴロツキを一人で倒してしまうほど。ライム・チェリー・ブラッドベリーのことを本当の家族のように大切にしているため、彼女らの女性としてのアプローチをやや軽く捉えている節がある。彼の顔つきは若い頃の初代徳川家安と瓜二つであるが、原作の設定ではオリジナルクローンから更に派生したクローンの第四等に当たるため遺伝的には遠い。クローンとして遺伝的に離れている小樽は施設で育ち、13歳で自立し傘張り長屋で生活している。
JtoXにおいてライム・チェリー・ブラッドベリーの三人の誰を選ぶかという難題を付きつけられ西安で苦悩する。ライム達の記憶を取り戻し、ドクター・ヘスらの野望を追っていくうちに小樽はライム達に対する本当の気持ちに気づく。
名の由来はあかほりが『うる星やつら』の諸星あたるが好きなので「あたる」をもじって「おたる」にし「小樽」という漢字を当てた。そして姓は小樽が北海道の都市なので間宮林蔵から取った。
ライム
声 - 林原めぐみ
形式番号JSM-01R、身長155cm、体重45kg、スリーサイズ：B83/W55/H85、作戦行動半径：制限なし、センサー有効半径：最大90Km、出力6800hp
小樽が目覚めさせた最初のセイバーマリオネット。乙女回路を持つ。廃棄されたジャポネス資料館の地下に眠っていた。外見年齢は中学1年生程度で精神は幼いが、反面、戦闘能力は高い。無邪気・純粋という言葉が似合い、あかほりは「ある意味、無邪気すぎて罪つくり」と述べている。一人称は「ボク」。精神が幼いせいか、目覚めてすぐ「小樽大好き」と言い、彼と共にいることがライムにとっては当たり前になっていて、小樽を虐める相手には問答無用に鉄拳または蹴りをくらわせる。特に、本気で怒ったライムは小樽でも止められない。敵に対しても同情的になってしまう優しさを持っており、ティーゲルがファウストのために身体を賭して任務を遂行しようとした姿を見て心を閉ざしてしまう一面もあった。花形夢路と仲が良く、ポン太くんと一緒に遊んでいるシーンがよく描かれている。
JtoXで西安で記憶を失った後は町外れの診療所に拾われ看護師として働くこととなる。人の怪我や病気を看病していくにつれ、マリオネットの身体では人間の痛みや苦しみは本当に理解することはできないことや、人はいずれ死んでしまい小樽ともいつかお別れをしなければならないことに気づく。心である乙女回路が人間の心と変わらないレベルまで成長したライムにとって、マリオネットの身体でいることが不思議に思うようになり、人間になりたいと強く願うようになった。
チェリー
声 - 白鳥由里
形式番号JSM-02C、身長150cm、体重43kg、スリーサイズ：B80/W50/H80、作戦行動半径：制限なし、センサー有効半径：地表全土、出力6500hp
小樽が目覚めさせた2体目のセイバーマリオネット。乙女回路を持つ。ジャポネス城の使用禁止トイレの中に眠っていた。知恵と家事に優れる。ライム・ブラッドベリーら3人の中では最もおしとやかで家庭的であるが、小樽との恋愛を夢見るあまりしばしば常軌を逸した妄想モードに突入してしまうのが玉に瑕である。長屋生活ではチェリーが炊事洗濯を行なっており、小樽の周りをうろつく花形には、よくフライパンで叩き飛ばしている。各種万能のセンサーが埋め込まれており、索敵や情報処理に威力を発揮する。
JtoXで西安で記憶を失った後は寺の住職に拾われ、孤児の母親でありお姉さん役として面倒を見る。孤児の一人の令文（浅川悠）に懐かれて、幼心ながらのアプローチを受ける。その際に誰かを愛するということ、またマリオネットでは孤児の母にも姉にもなることができないと知る。
ブラッドベリー
声 - 平松晶子
形式番号JSM-03B、身長165cm、体重50kg、スリーサイズ：B95/W60/H88、作戦行動半径：制限なし、センサー有効半径：最大地表全土、出力7000hp
小樽が目覚めさせた3体目のセイバーマリオネット。乙女回路を持つ。ジャポネス城の広場にある銅像の中にいて、謁見の間にある巨大銅像の裏にある解除スイッチを小樽が押したことで目を覚ました。パワーに優れ、3人の中では長女的存在の姉御肌の性格である。喧嘩っ早くて大雑把だが、実は繊細な一面もある。ナイスバディを活かしたお色気攻撃で小樽に迫る。酒と温泉が好きで小樽を温泉に誘おうとするシーンがよく描かれる。
JtoXでは白瀬明石と出会ったことで小樽以外の男性を意識するきっかけを持つ。西安で記憶を失った後はゴロツキの使い走りにされるが、明石のサーカス団に救われて一時サーカス団の一員となる。明石に大切にされる一方で小樽に対する恋心を持っている板挟みで苦悩することとなる。
花形美剣（はながた みつるぎ）
声 - 子安武人
上州屋の跡取りの少年。言動が常にあさっての方向を向いており周囲から突っ込まれること多数。小樽を愛する。アニメでは幾分か常識人になっていて、第1話では小樽のことを貧乏人という理由で小馬鹿にしていたことがあったが、ライムが弟の夢路を大火事をおこしてしまった自分の事務所から助けてくれたことがきっかけで小樽と和解し、同じ長屋に住み始めた。隣は小樽達の部屋で、よく壁を突き破り小樽の部屋に乱入してくる。ライムからは“花ちゃん”と呼ばれ、よく子供じみたケンカを続けていたが、チェリーやブラットベリーが現れてからはボロ負け続きで、蹴りとばされたり、フライパンで叩き飛ばされたり、アッパーパンチで空高く飛ばされたりしている（J to Xでは猫の餌代を貸してくれとセイバードールズに頼むもそのセイバードールズにボッコボコにされている）が、それでも挫けず小樽にアプローチを続けていく。
将棋にはある程度の知識を持ち合わせており、城塞変形ジャポネスガーの起動させるための家安のキーワード「王手飛車取り」の内容を理解して小樽達の指揮をとる活躍をした。
JtoXからは小樽に相手にされていないことをわかりつつも、西安にも付き添い小樽の行動を心配し助力をした。
ゲルハルト・フォン・ファウスト
声 - 緑川光
ゲルマニア（アニメではガルトラント）の独裁者。ファウストの直系クローンはある年頃に成長すると完全無比な独裁者となるよう代々のファウストの記憶を移植する装置を用いるため、少年時代は優しい性格だったがそれを境に冷徹な独裁者となった。メソポタミア号にいるローレライを救うという目的もあり、セイバードールズではその役目を果たせないと分り、ライム・チェリー・ブラットベリーの乙女回路に目を付け、小樽と対立する事となった。ローレライが無事に解放された後、元の優しいファウストに戻り、セイバードールズとテラツーを旅をしている。漫画版ではファウスト（初代）と家安（初代）との間には信頼があったが、ローレライを目覚めさせる方法について深い溝ができてしまったために対立している。
JtoXではセイバードールズと別れ、戦争の無くなったテラツーで新たな時代を迎えるにあたって自分に何ができるかを考えるために一人で旅をしていたが、ドクター・ヘスが影武者として作り出したクローンが登場したために混乱して別れてしまったセイバードールズと、さらわれたローレライを救うために舞い戻る。戦いの後はセイバードールズと共に再び旅に出て、テラツーのフィールドワークを行い、世界の情報を集めようとしている。
原作ではテラツー全土の支配を目論む冷徹な独裁者であり、数々の国に戦争を仕掛けている。その戦争の裏には女性復活の野望があり、ファウストはテラツー全土を支配し統一した後に、メソポタミア号から地球へ通じるワームホールの座標や恒星間航行技術を入手し、テラツー一丸の軍事力で地球を侵攻し、地球をも征服することで地球にいる女性を奪い女性復活を目指していた。初代ファウストはこの野望のために、手段を問わず野望に邁進することができる強靭な精神を持った独裁者となるように次代のファウストへ洗脳を施した。これにより世代を重ねるたびに独裁色の傾向が強いファウストが生まれることとなった。初代ファウストは冷徹な独裁者となった二代目により殺されている。
初代ファウストは地球では貴族の家系であったが経済危機のため没落、食糧難から8歳の頃にリンゴを盗んだところ、それを両親に激怒し家から追放され、天涯孤独で生き抜いてきた。成長した初代ファウストは食べるために恒星間移民船メソポタミア号に志願し、体よく地球から棄民される。このため親からの愛というものの幻想、地球への失望を感じており、世代を超えて歪んだ形で地球への復讐心が膨れ上がる原因となった。
セイバードールズを一時的に寵愛したことは自分にとって「試し」でしかないと言及しており、誰かを愛することがどれだけ判断を鈍らせ無力になるかを見極めようとしていた。かつての初代ファウストが人間となったローレライを自分の手から失いたくないがために結果的に殺してしまい、テラツーでは女性が消え人類が滅亡する寸前までいったことを激しく後悔しており、愛という感情を憎悪している。満を持してメソポタミア号に乗り込み、マリオネットのローレライと相対した際、100年前に地球から届いた超光速通信の音声データを聞かされ、既に地球では集団ヒステリーとなった熱核攻撃の戦争により人類が滅亡していることを知る。当初の地球征服と女性復活の野望を果たせなくなったファウストは自暴自棄になり帯同してしていた最終兵器クリーガァIIIにメソポタミア号の破壊を命じ、小樽らの加勢に現れた大江久保彦左衛門である梅幸を破壊し、家安である玉三郎に致命傷を負わせる。クリーガァIIIがローレライと小樽を手に掛けようとした際にファウストはドクター・ヘスにより射殺され、命令者を失ったクリーガァIIIは活動を停止した。
ティーゲル
声 - 高乃麗
形式番号GSM-01T、身長165cm、体重55kg、スリーサイズ：B98/W63/H90、作戦行動半径：制限なし、センサー有効半径：最大90km、出力6850hp
ファウストに仕えるセクサドール（アニメではセイバードール）。乙女回路を持つ。スピードに優れており、戦いの時は鞭を使用し、電撃を流すこともできるほか、ビームサーベルのように剣としても使える。彼女だけは幼いファウストのお世話係をしていて、本当はだれよりも優しい人であることを知っていたが、彼女の目の前でファウストは洗脳されてしまう。しかし数々の任務失敗によりファウストに見限られ、どうすればファウストの下に戻れるのかと聞くと、ライム達の乙女回路を持ってこいと言われ、負傷したままルクスとパンターと共にジャポネスに向かい、ファウストの下に戻りたいがためにプライドを捨て、ライム達と戦った。しかし、ろくに整備もされていない状態では戦いにならず、ただやられるだけであった。それでもファウストの下に戻れるという遠き希望を持ち、ブラッドベリーと戦った際にライムが介入したことで自分の乙女回路が破損してしまい、ルクスとパンターが修理しようとしたが完全に修理することはできず、過去に幼少のファウストと共に過ごしたという記憶しかなくなってしまった。だがその彼女の存在が、ファウストの本来の心を呼び覚ました。その後、ローレライの手で乙女回路が修理され、優しさを取り戻したファウストの下に再び仕えた。漫画版ではファウストがカプセル内で養生している間にドクター・ヘスから見捨てられたことを伝えられ、ゾーリンゲン（原作のみ登場）に唆されてジャポネスでライム達の乙女回路を奪おうとする。セクサドールが小樽の元に仕えることとなった後、ライムと仲良くなる。その後、再びファウストの下に戻り、ドクター・ヘスの手で全ての記憶を消されて乙女回路も除去されてしまい、女帝回路（EMPRESS）を取り付けられて究極兵器にされてしまうが、ローレライの求める愛を理解して、敗北を悟ったファウストの下に希望を示すように戻る。
原作ではセクサドールが小樽の元に仕えることとなった後、ライムの母役のようなポジションにあった。
ルクス
声 - 水谷優子
形式番号GSM-03L、身長160cm、体重50kg、スリーサイズ：B93/W58/H80、作戦行動半径：制限なし、センサー有効半径：最大地表全土、出力6500hp
ファウストに仕えるセクサドール（アニメではセイバードール）。乙女回路を持つ。知恵に優れファウストの参謀も務める。戦いの時は無数のダガーを使用する（このダガーは目標に命中すると爆発するものもある）。頭脳派でクールな外見とは裏腹に、チェリーと並ぶ妄想癖の持ち主である。腹の裏にはかなりの陰謀の影があり、ティーゲルとパンターを出し抜いて、自分がファウストの右腕になろうとしていたこともあった。知識に優れ、落ち着いた佇まいをしているが時々明るく振舞おうとしてキャラが壊れることがあり、また料理が大の苦手である。なお、原作では料理上手でもあった。
ファウストに仕えている時の服が、『J』では相応な軍服だったのに対し、『J to X』では背広とブラウスは共通しているものの当時の面影を残す服を纏う2人とは違い、彼女だけ耳なしのバニーガール風の服に変わっていた。
パンター
声 - 井上喜久子、2期は篠原恵美
形式番号GSM-02P、身長160cm、体重52kg、スリーサイズ：B95/W60/H87、作戦行動半径：制限なし、センサー有効半径：最大70km、出力7000hP
ファウストに仕えるセクサドール（アニメではセイバードール）。乙女回路を持つ。非常に好戦的でパワーに優れる。喧嘩っ早く容赦のない振る舞いが多い。原作ではセクサドールが小樽の元に仕えることとなった後、ブラッドベリーとケンカが絶えなかった。また、恥ずかしがりな面もある。髪を切り、ベリーショートにし、服装はパンクファッション。普段は星形のアイパッチ越しで発射しているが、右目に荷電粒子砲を内蔵しておりそれをアイパッチで隠していることが『J to X』13話で明かされている。『J』ではアイパッチの色が青だったが、『またまた』からはオレンジ色になっている。
徳川家安
声 - 緒方賢一
ジャポネスの統治者。小樽からは“将軍様”、ライムからは“じっちゃん”、家臣からは“上様”と呼ばれる。初代徳川家安の直系クローンであり、彼で十五代目。普段は気さくな人物であるが、有事のときには統治者として厳格にことに当たる。初代からの記憶を受け継いでいるのか、長年ローレライを救うために、乙女回路（ライム・チェリー・ブラッドベリー）を目覚めさせることのできる存在が現れるのを待っていた。ライムたちの成長の影で、自分の願いのために小樽たちを利用していることに負い目を感じていた。
原作では第2巻中盤でジャポネス城に侵入したティーゲルたちを足止めするため、城を巨大ロボ「ジャポネスガー」に変形させてジャポネス市街から離れ、小樽たちを逃がした後に城内に残ったゲルマニア軍ともども、壮烈なる自爆（爆死）を遂げる。後に家安の記憶と思考パターンが移植した玉三郎が家安としてジャポネスを統治することとなった。メソポタミア号が事故で漂着し、生き残りが7人になった際、初代徳川家安はローレライがファウストに独占されることに嫉妬し、6人の共同管理を提案する。これに絶望したファウストはローレライと共に命を絶とうとしたが、ローレライのみ命を落としたため、テラツーで300年間女性が不在となった。人類滅亡を危惧した家安はメソポタミア号の制御コンピュータである機械のローレライに女性復活を願い出る。ローレライはいつかマリオネットのことを気にする者が現れたら女性復活を考えると約束したため、家安は代々その約束を守るため行動することとなった。最終決戦で玉三郎の姿で小樽たちの加勢に現れるがクリーガァIIIにより致命傷を負う。かつての自らの行動を懺悔し、玉三郎である家安は初代ファウストであるヘスとローレライを見守りながら活動を停止した。
アニメでは第16話でティーゲルに惨殺された後、セイバーマリオネット｢玉三郎｣に記憶を移植し、ローレライの救出に従事。メソポタミア号内での戦闘によりその玉三郎も破壊される。ジャポネスの川辺に彼を記念する銅像が立っていて、訪れる人が絶たないらしい。
漫画版ではティーゲルの攻撃からライムを庇って殺されてしまい、セイバーマリオネット「梅幸」に記憶を移植して小樽の窮地を救った。
大江久保彦左衛門
声 - 千葉繁
家安に仕える家臣。気難しい性格だが、立場を問わずに良識に則って厳しい忠言をしてくれるため、家安は彼を信頼している。原作では第2巻中盤で、家安の自爆に自ら付き合うことを決めて忠義を貫いた。アニメ版『J』では第16話で家安と共にティーゲル、ルクス、パンターの襲撃で殺されてしまうが、その記憶は第18話で梅幸にコピーされる。
玉三郎
声 - 川村万梨阿
ジャポネスの誇る御庭番セイバーマリオネットで、徳川家安に仕える。乙女回路を搭載してはいないが、驚きや戸惑いなどの一定の感情を見せる。常に梅幸と共に行動し、ジャポネスを侵入者から警備している。家安の使いとして、梅幸と共にたびたび小樽を呼びに来ることもあり、諜報活動と家安の護衛を担当している。戦闘時では薙刀を使用する。第16話で家安が彦左衛門と共に殺されてしまった後、第18話で万が一に備えて家安の記憶と思考パターンが移植（コピー）されて、窮地に陥った小樽とライム達にジャポネスを救う最後の手立て（ジャポネスガー起動のためのキーワード）を伝える。このシステムがあるため家安は自分の世継を作らなかった。その後も家安不在となったジャポネスの統治者代行を果たし、メソポタミア号で破壊されるまで彼の立場で行動した。
『J to X』でも梅幸と共に再登場し、彼女と同じ方法で再生されて、ジャポネス城で暮らすミス・ローレライの護衛をしている。
梅幸
声 - 折笠愛
ジャポネスが誇る御庭番セイバーマリオネットで、玉三郎と同じく徳川家安に仕え、ジャポネスを侵入者から警備している。乙女回路を搭載してはいないが、後述する人格のフィードバックアップデータの影響から、驚きや戸惑いなどの一定の感情らしきものを見せる時がある。諜報と護衛を担当しており、背中に背負った二刀流の剣で戦う。緊急時に備え、家安に仕えていた彦左衛門の記憶と思考パターンが移植されている。
『J to X』でも再登場しており、メソポタミア号の戦いの後、ジャポネスにあったスペアボディを使って再生され、ジャポネス城で暮らすミス・ローレライの護衛をしている。
ドクター・ヘス
声 - 西村朋紘
ゲルマニア（ガルトラント）の科学者。アニメ版では謎の多き科学者だったが3期の終盤にて正体が明かされる。正体はメソポタミア号がテラツーに不時着する100年前に機密の移民政策であるフロンティアプロジェクトによりテラツーに単独で調査に降り立った調査員であった。しかし、テラツーを覆うプラズマ雲により着陸艇が壊れ、救難信号を母船であるフロンティア号へ送ったものの助けが現れなかった。このことから自分と家族を引き裂き、テラツーに置き去りにした地球を憎むようになり、身体をサイボーグとして改造し400年間復讐の機会を伺っていた。楊明を騙し共同で対消滅爆弾を搭載したネオメソポタミア号を建造し、ライムを唆しおびき寄せる。メソポタミア号にある地球へ通じるワームホールの座標を得たことで地球に進撃を開始する。しかし、ワームホールを抜けた先の土星域で大破したフロンティア号を見つけ、かつての地球が自分を見捨てていた訳ではなかったことを知り、野望が頓挫する。その際に、自身の肉体の限界が訪れ、事切れる寸前にライムらのスキャンした情報をテラツーに飛ばして息を引き取った。
原作版では、正体は初代ファウスト本人である。二代目ファウストに肉体を殺されたことから、マリオネット技術を転用し体をアンドロイド化させて以降ヘスとして生き、ファウストや家安とまた異なる見地から女性復活のために暗躍している。自分の影となるクローンをニューテキサスのジョイ・ヒューリックの下で活動させている。
かつて初代ファウストの頃、メソポタミア号で航行中の際にただ一人冷凍睡眠から目覚め、メソポタミア号の生体コンピュータとして稼働していたマリオネットのローレライと出会い恋に落ちる。意識を人間に移し人間となったローレライと共に生きようと誓うがそんな最中、メソポタミア号がテラツーに事故で漂着する。人類存続のため、ただ一人の女性であるローレライを6人で共同管理するという家安の提案を受け入れられず、絶望したファウストはローレライと共に命を絶とうとしたが、家安に発見されファウストのみ命を拾う。ローレライを救えず失った悲しさから盲目的に女性復活の野望に取り憑かれた。最終決戦でファウストを射殺し自分の正体を明かす。小樽が自分が好きなのはライムたちの心だと言う姿を見て自分が愛していたのは機械のローレライの心だったのだと気づき、マリオネットのローレライと抱き合い二人は人生を終えた。
ミス・ローレライ
声 - 天野由梨
始まりの地「ジャポネス歴史資料館」にて小樽が見とれていた絵に「失われし伝説の女性」として描かれていた少女。実はテラツー国家元首全員のトップ・シークレット人物で“メソポタミア号不時着時に唯一生き残った女性”である。
アニメではメソポタミア号のコンピューター制御システム「ローレライ・システム」を創った科学者で、システムの暴走のためにメソポタミア号内部に囚われてしまい、それを助けるためにライムたちの持つ「感情創出回路」である乙女回路を必要とした。ライム・チェリー・ブラッドベリーの乙女回路はローレライの人格モデルを3つに分けたものである。初代のファウストと家安はそれぞれにローレライに恋心を抱いており、それがこの作内におけるジャポネスとゲルマニア（ガルトラント）の抗争の一因にもなっている。
『J to X』ではテラツー唯一の人間の女性としてジャポネス城に住んでいる。しかし、唯一の人間の女性という事もあり、外に出ようとするとガラスが降りるなど玉三郎と梅幸からは厳重な監視を受け「篭の鳥」として扱われていた。ただし小樽に「篭の鳥」と例えられるまでは玉三郎と梅幸の2人と一緒ではあるが何度か外に出ていた事がある。
原作ではメソポタミア号の制御用生体コンピュータそのものであり、本来ならば人間としての自我意識は存在せず、脳のみで生きていたが全くの偶然により自我意識を取り戻す。メソポタミア号航行の最中、ただ一人冷凍睡眠から目覚めた初代ファウストと出会い恋に落ちる。初代ファウストと愛し合うため人間に戻ることを望み、クローン技術によって生身の肉体を作り出し脳を移植して人間に戻った。そして、生体コンピュータの穴埋めをするためローレライの意識を持った原型となる乙女回路を作りメソポタミア号に内蔵をした。そんな中、航行中のメソポタミア号が事故によりテラツーに漂着し、機械のローレライは初代ファウストに事故の責任を追及される。さらに自分のことを「ただの機械の偽物の心だ」と放言され、さらに愛し合った初代ファウストが人間のローレライを選んだことに激しく嫉妬を覚え、機械のローレライに心と言える自我意識が発現する。それにより、一時的にローレライの心を持つ者は人間と機械の二人となった。人間であるローレライは自分が生体コンピュータから離れ、人間となったことでメソポタミア号にエラーが起きたのではないかと事故の責任を感じ、人類存続のため6人による女性の共同管理をするという初代家安の提案を受け入れる。そんな将来を悲観した初代ファウストは二人で共に命を断つことを提案、人間のローレライはそれを承諾する。その二人を初代家安が発見し、初代ファウストは命を拾い、人間であるローレライのみ命を落とした。その際、機械のローレライは人間のローレライが死ぬことを止めようと思えば止めることはできたが、嫉妬心からそれを止めず見殺しにしていた。女性が不在となったことで人類滅亡を危惧した初代家安は女性復活を願い、機械のローレライに頭を下げる。機械のローレライはいつか機械のことを愛する人間が現れたら女性復活を考えると初代家安に約束し、初代家安はその約束を守るため機械を真に愛することができる者を見つけ育てることを目指した。機械のローレライはメソポタミア号内部を改造し、分身となるマリオネットの身体を作った。そして、何万回の試行錯誤の末、小型化した乙女回路を作りあげそれをマリオネットに組み込んだことでライムたちが生まれることとなった。いつかそんな機械の心を愛する者が現れたときのため、道標としてコピー・ローレライをテラツー各域に配置した。同時に人間であるローレライを死に追い込んだ6人のオリジナルや男そのものを軽蔑し憎んでおり、メソポタミア号からテラツー全域のマリオネットを監視し、国家元首たちや小樽たちの動向を注視している。
間宮小樽たちがメソポタミア号に辿り着き、小樽のみ船内に招き入れ、ライムたちを真に愛しているかを問いかける。二人の問答が繰り返される中、ファウストとドクター・ヘスが現れる。地球への進撃を目指し技術や座標データを求めるファウストに対し、ローレライは100年前に地球の人類は滅亡していることを告げる。自暴自棄になったファウストは帯同していたクリーガァIIIにメソポタミア号の破壊を命じ、システムの損傷を受ける。その後、ドクター・ヘスの正体が初代ファウストであったことが明らかになり過去の独白を聞いたローレライはまた自身も大きな嘘をついていたことを告白する。メソポタミア号事故の当時からすぐに女性復活をすることは可能だったが隠していたこと、家安との約束は守るつもりがなく人類が滅亡するまで傍観するつもりだったこと。かつて初代ファウストに裏切られた不安から、自分のような機械でも愛してくれる者がまた現れるのか見極めるため、乙女回路を持ったマリオネットを作り、僅かな希望を持ち待っていたところ、間宮小樽という真にマリオネットを愛する者が現れたことに納得し、メソポタミア号に安置されていた女性の細胞を小樽に託す。システムの損傷を受け、残り僅かとなった時間を初代ファウストと抱き合いその人生を終えた。
コピー・ローレライ
原作のみに登場するキャラクター。6つの都市国家それぞれに「女性復活（本物のローレライ）への道標」として生み出された。それぞれにローレライの性質の一部分を性格としてトレースされている。ジャポネスのコピーローレライは非常にネアカで奔放な性格。
本体となるローレライシステム中枢とは、最初に造られた乙女回路装備のマリオネットであり、生身となったローレライの代わりに船を制御するための人格コピー体だった。
楊明
声 - 飛田展男（またまた、JtoX）
原作第5巻に登場する医師兼マリオネットドクター。小樽同様にマリオネットに「女性」の面影を抱いている西安の青年。汎用マリオネットの鳳々を助手として連れており彼女を「人間らしく」とても大事に扱っている。過去、友人のマリオネットであった鳳々に一目惚れしてしまい、彼女を忘れられず苦悩していた。そんな葛藤の日々の中、鳳々を粗雑に扱う友人に我慢できず、彼を殺害して鳳々を奪い取り、山奥に隠れ住んでいた（本人はこれを駆け落ちと称していた）が、常に良心の呵責に苛まれ続けていた。
西安に赴く小樽たちに遭遇し医者としての義務感から彼らを匿うが、ライムたちと小樽の関係性に強く感情を揺り動かされ、さらに苦悩。そしてゲルマニアと小樽たちの抗争に巻き込まれて流れ弾を受けそうになった鳳々をかばって致命傷を負い死亡してしまう。最期、小樽に鳳々を庇い切った事を誇りとして笑みを見せて逝くが、肝心の鳳々は乙女回路を持たない「普通のマリオネット」であったために楊の苦悩も悲しみも誇りも、理解できずに寄り添えることはなかった。その結果、彼との出会いは小樽たちにテラツーの歪みをこれ以上なく自覚させ、彼らの「女性復活」に対しての志向を強く促した。
アニメ版ではOVA版から登場するが、上記の原作の設定とは大きく異なり、ほぼ別人と化している。西安の大臣であり外見年齢は27から29歳。その背後にはドクターヘスがいる。また、ニューテキサスにも顔を出しており、まりん捜索にも関与している。まりんによってプラズマ大暴走を食い止めた後はジョイの失脚が確実になるとヘスと共に彼を見限った。
『J to X』でも登場。ジャポネスではヘスと共に偽ファウストを使ってガルトラント内の裏切り工作をし、西安に舞台を移ってからは幼い西安皇帝を影から操る。ヘス配下の朱雀、白虎、玄武、鳳々こと青龍の4体のセイバーマリオネットを有す（この4体には乙女回路は組み込まれていない）。ドクターヘスの後ろ盾を下に巨大移民船ネオメソポタミア号を建造し、クローンの限界が近づいているテラツーを更地に変え、遙か彼方にある故郷の地球に帰還しようと画策していた。しかし、ドクターヘスに裏切られ、超飛将軍に捕らえられ、投獄される。
鳳々
声 - 笠原美佳（J to X）
原作第5巻に登場する汎用型マリオネット。楊明に大事にされているが、かつて彼の友人に粗雑に扱われたことで怒りが爆発し殺害した楊と共に駆け落ちした過去を持つ。小樽たちと出会ったことでゲルマニアとの抗争に巻き込まれ流れ弾を受けそうだったところを楊にかばわれる。しかし、乙女回路を持たないために楊の行動やその意味は理解できず、ただ状況を受け入れるだけの存在として彼の側に侍り続けていた。そして、最後まで苦悩も悲しみも誇りも理解できず、彼の状況を感情無くモニターし続けるのみだった。のち楊を弔った小樽に「楊からの最後の命令」として「ずっと（楊の墓の）側にいてほしい」という言葉を伝えられ、それを最至上命令として受諾し、永遠に自らの機能が尽きるまで（あるいは停止してもなお）楊の墓の側に立ち続ける事となった。
アニメ版では『J to X』に登場するが、上記の原作の設定とは大きく異なり、ほぼ別人と化している。ヘス配下のセイバーマリオネット・青龍の仮の姿で、汎用型機能も持っている。ヘスの命で楊の世話をしているが、朱雀、玄武と立て続けにライムたちに破壊されたことでヘスと共に逃亡。ジャポネス城に忍び込み、量産型の護衛マリオネットを『R』シリーズのキャニーさながらのやり方で洗脳し、ローレライのクローン3体を持ち去る。ネオメソポタミア号での戦いで下半身が龍の姿に変貌し戦い、本来の龍の姿になってもライムたちを窮地に追い込むも、ライムたちに破壊された。
白瀬明石
声 - 山口勝平（J to X）
ブラッドベリーに恋をするサーカスのトップスター。外見が間宮小樽に似ている。
アニメ版では『J to X』のみの登場。マリオネット3人を平等に扱う小樽に対して、「ブラッドベリーだけを選べないなら渡さない」と言い放った。
原作第7巻に登場する。ジャポネス政府の中枢を担うエリートを教育するジャポネス高等政治専門学校の生徒であるが、作曲し歌うことに情熱を持っており、学校生活が嫌になり抜け出したところ、秋祭りに訪れていたブラッドベリーと出会う。

### テレビアニメオリジナルキャラクター
師範
声 - 飛田展男
アニメ版オリジナルキャラクター。本名は帯市蒼右衛門。町道場を開いていて、幼少の頃から小樽に武術を教えている。小雪というマリオネットを持っており、彼女にまつわる想いを遂げるためにガルトラントの密命を受け、ルーベンスという名を持ち隠密活動を行っているという裏の顔を持つ。
アニメでは第1話の前半で姿を現し、本登場は第5話から。『J to X』ではオープニングの後の映像に映ってはいたものの、本編に出ないまま終わる。
ポンタくん
アニメ1期6話に登場する神流山に棲む魔獣。子供は可愛らしいが、親の姿は怪獣のような姿になり、親の性格は凶暴で、特に母親が子を守ろうとする際には惑星を破壊する力さえ持つとも言われている。OVA2期以降では子ポンタくん（声：白鳥由里）の出番が増え、マスコットキャラクター的存在になっている。
花形夢路
声 - 高乃麗
花形の弟。兄とは違い、素直でよい子である。火事に見舞われた上州屋からライムに助けだされて以来、ライムと非常に仲良くしている。『J to X』では少し身の丈が伸びた。また、ポンタくんと大の仲良しであり、神流山でよく遊んでいるシーンが描かれる。
ゲッテル
声 - 堀内賢雄
ガルトラントの最高幹部の一人。その性格はガルトラント至上主義に固められており、崩壊したガルトラントの復活を企てたりもした。その能力ははたしてどうなのかはっきりしないが、乙女回路を理解してそれに基づいた作戦を立てるなど一応司令官らしい面も見せた。乙女回路についてはかなり懐疑的で、ティーゲルたちをただの機械人形としか扱っていなかった。
『J to X』でも再登場し、Dr.ヘスらの後ろ盾を使いミス・ローレライを誘拐する。ガルトラント崩壊後に舞い戻ったファウストに忠誠を誓って活動していた。そのファウストはヘスが作ったクローンの偽物であったことが発覚したが、ひとまず彼に追従していた。しかし、戦況の悪化にしたがい自分が偽ファウストに粛清されることを恐れ、本物のファウストの元へ行くため偽ファウストを見限ろうとしたところ予感通り粛清される。ガルトラント崩壊後も新たに国家再建のためファウストに追従しており、小悪党のような立ち振る舞いだが結果としては忠実な男。
まりん
声 - 岡本麻弥
2期OVAに登場するニューテキサスにて創られた乙女回路内蔵マリオネット。開発コードNSM-X-1。
3つの乙女回路を一気に成長させるための「トリプル型乙女回路」を持つために、感情とパワーの暴走が著しく失敗作として海中に打ち捨てられていたが、テラツー地下のプラズマ活性によって目覚めた。また、アンチプラズマシステムを搭載しており、テラツー独特の気象現象である大気中のプラズマ放電を吸収し、自らのパワーにすることができる。ところがそれらのシステムは彼女の体に耐え得ない無謀な負荷をかける危険なものであり、それこそが彼女が失敗作である真の所以であった。
当初、目覚めたばかりで社会常識などが欠如していたため、野良マリオネットとして盗みなどを働き「怪盗・風小僧」と呼ばれていたが、ライムと出会ったことで小樽の元に預けられることとなる。ライムは当初、彼女が海から来たことから「うみお」と呼んでいたが、チェリーたちの常識あるブーイングによって即座に却下され、パンターが提案した「まりん」で落ち着くこととなった。
トリプル乙女回路ゆえの急速な学習能力と小樽たちの元にいることの相互効果で「心」を学ぶ。その恩に報いるために自らの命を投げ出し、テラツー8万年に一度のプラズマ大暴走を阻止することになる。しかしライムはまりん一人に犠牲を強いることを良しとせず、彼女を止めようとした。その後に壊れてしまう。ローレライが必ず直してみせると言っていた。『J to X』では登場していないが、花形による回想で心をもった7人のマリオネットの一人と数えられており、存在を伺わせる台詞がある。

### 漫画
『セイバー・マリオネットJ』という題名で、1996年10月号から1997年7月号で『月刊コミックドラゴン』にて連載され、1997年9月号から1999年11月号まで『月刊ドラゴンジュニア』にて連載された。執筆者は琴義弓介。
当初、キャラクターデザイン原作者であることぶきつかさが執筆する予定であったが他の作品の仕事に追われスケジュールが合わず、高校の一年先輩にあたり同じ漫画研究部で切磋琢磨していた琴義弓介に依頼するかたちとなった。
原作・アニメとは違うオリジナルキャラクターも登場し、エピソードがオリジナルに近いものになっている。全5巻。
- 作画 - 琴義弓介
- キャラクターデザイン - ことぶきつかさ
- 脚本 - 花田十輝

### テレビアニメ
『セイバーマリオネットJ』という題名で1996年10月1日から1997年3月25日までテレビ東京系列で放送された。全25話。
『SMガールズ セイバーマリオネット』（J,RおよびZ）を「あくまで原作として捉えて作った（再構成した）作品」というスタンスであり、あかほり及びねぎしが一切アニメ制作に関わらなかった事から、本来の作名に付される『SMガールズ』の枕名がつかなかった。この事が冒頭に記した逆転現象の原因となる。

#### スタッフ (J)
- 原作 - あかほりさとる
- 監督 - 下田正美
- シリーズ構成 - 関島眞頼
- キャラクター原作 - ことぶきつかさ
- キャラクターデザイン - 島村秀一
- 美術監督 - 永井一男
- 色彩設計 - 中村忍
- 撮影監督 - 渡邊英俊
- 編集 - 西山茂
- 音響監督 - 田中英行
- 音楽 - PAROME
- プロデューサー - 小林教子（テレビ東京）、横山真二郎
- アニメーションプロデューサー - 早川光相（JUNIO）、春田克典 (ハルフィルムメーカー)
- アニメーション制作 - JUNIO
- 製作協力 - バンダイビジュアル、杉田敦
- 製作 - テレビ東京、創通映像

#### 主題歌・挿入歌 (J)
オープニングテーマ
「Successful Mission [Ver.1]」（第1話 - 第18話）
「Successful Mission [Ver.2]」（第19話 - 第25話）
作詞 - MEGUMI / 作曲 - 佐藤英敏 / 編曲 - 矢吹俊郎 / 歌 - 林原めぐみ
エンディングテーマ
「I'll be there」（第1話 - 第23話）
作詞 - MEGUMI / 作曲 - 佐藤英敏 / 編曲 - 添田啓二 / コーラスアレンジ - 奥井雅美 / 歌 - 林原めぐみ
「十六夜」（第24話）
作詞 - 松葉美保 / 作曲・編曲 - 岩本正樹 / 歌 - 林原めぐみ
「Successful Mission」（第25話）
作詞 - MEGUMI / 作曲 - 佐藤英敏 / 編曲 - 矢吹俊郎 / 歌 - 林原めぐみ
挿入歌
「遠雷」（第12話）
作詞 - 木本慶子 / 作曲・編曲 - 岩本正樹 / 歌 - 河合夕子
「咲かせるぜ!度胸花」（第13話）
作詞 - 木本慶子 / 作曲・編曲 - 岩本正樹 / 歌 - 今井由香
「DON'T WASTE YOUR LOVE!」（第18話）
作詞 - 松葉美保 / 作曲・編曲 - 岩本正樹 / 歌 - 井上照世
「希望のテーマ」（第25話）
作詞 - 木本慶子 / 作曲・編曲 - 岩本正樹 / 歌 - 岩本めぐみ

#### 各話リスト (J)
| 話数           | サブタイトル                             | 脚本           | 絵コンテ       | 演出       | 作画監督        | 放送日         |
| -------------- | ---------------------------------------- | -------------- | -------------- | ---------- | --------------- | -------------- |
| Program：START | ライム登場!オトコだけの惑星              | 関島眞頼       | 下田正美       | 下田正美   | 千葉道徳        | 1996年 10月1日 |
| Program：02    | お騒がせマリオネットガール               | 金巻兼一       | 渡辺哲哉       | 渡辺哲哉   | 門智昭          | 10月8日        |
| Program：03    | ジャポネス城で大騒動!?                   | あみやまさはる | 大地丙太郎     | 杉山慶一   | 鈴木勤          | 10月15日       |
| Program：04    | チェリーパニック ロマンス大作戦!!        | 植竹須美男     | 康村諒         | 康村諒     | 柳瀬雄之        | 10月22日       |
| Program：05    | ファウストの挑戦!!                       | 野辺朋史       | 石山タカ明     | 西本由紀夫 | 千葉道徳 門智昭 | 10月29日       |
| Program：06    | 熱烈不歓迎!空飛ぶラブアタック!           | 関島眞頼       | 松園公         | 関田修     | 河村明夫        | 11月5日        |
| Program：07    | 一攫千金はヌカ喜びでぃ!                  | 金巻兼一       | 本田一行       | 木村隆一   | 津幡佳明 山口晋 | 11月12日       |
| Program：08    | 恋占いバトルロイヤル!!                   | 植竹須美男     | 寺東克己       | 下田正美   | 東出太          | 11月19日       |
| Program：09    | ガルトラント、みんなでいけばこわくない!! | あみやまさはる | 西本由紀夫     | 西本由紀夫 | 石野聡          | 11月26日       |
| Program：10    | 潜入!!黒き帝国                           | 長谷川勝己     | 高柳哲司       | 池端隆史   | 畑智司 渡辺明夫 | 12月3日        |
| Program：11    | 乙女回路で大勝利!?                       | 金巻兼一       | 康村諒         | 康村諒     | 畑智司 柳瀬雄之 | 12月10日       |
| Program：12    | ファーストキスはプラズマの味!?           | 長谷川勝己     | 寺東克己       | 真野玲     | 千葉道徳        | 12月17日       |
| Program：13    | 小樽デビュー!!今、君が輝く時!!           | 植竹須美男     | 佐山聖子       | 佐山聖子   | 増上寺城蔵      | 12月24日       |
| Program：14    | 迎春!!小樽杯マリオネットコンテスト!!     | 金巻兼一       | 寺東克己       | 花井信也   | 今泉賢一        | 1997年 1月8日  |
| Program：15    | 女性復活!?ローレライの謎                 | 関島真頼       | まつぞのひろし | 真野玲     | 千葉道徳        | 1月14日        |
| Program：16    | いきものってなあに?                      | 植竹須美男     | 寺東克己       | 西本由紀夫 | 島村秀一        | 1月21日        |
| Program：17    | やさしさと切なさと女らしさと             | 金巻兼一       | 神戸守         | 小高義規   | 柳瀬雄之        | 1月28日        |
| Program：18    | 城塞変形!!立てジャポネスガー             | 長谷川勝己     | 開木菜織       | 池端隆史   | 渡辺明夫 畑智司 | 2月4日         |
| Program：19    | ティーゲル、愛のはてに……!!               | あみやまさはる | 西本由紀夫     | 西本由紀夫 | 古賀誠          | 2月11日        |
| Program：20    | おもいはてなく こころはるかに            | 金巻兼一       | 寺東克己       | 高田淳     | 岡辰也          | 2月18日        |
| Program：21    | 闇と光のバーベキュー大会                 | 金巻兼一       | 佐山聖子       | 佐山聖子   | 山田一郎        | 2月25日        |
| Program：22    | 天空（あま）翔る想い                     | 金巻兼一       | 寺東克己       | 真野玲     | 柳瀬雄之        | 3月4日         |
| Program：23    | ファウスト 歪んだ純心                    | あみやまさはる | 池端隆史       | 池端隆史   | 畑智司 古賀誠   | 3月11日        |
| Program：24    | 乙女たちの旅立ち                         | 金巻兼一       | 甚目喜一       | 西本由紀夫 | 千葉道徳        | 3月18日        |
| Program：25    | いつもキミがそばにいる                   | 関島真頼       | 下田正美       | 下田正美   | 島村秀一        | 3月25日        |

#### 放送局 (J)
| 放送期間（または、放送体制）  | 放送時間                               | 放送局              | 対象地域                                                    | 備考                                             |
| ----------------------------- | -------------------------------------- | ------------------- | ----------------------------------------------------------- | ------------------------------------------------ |
| 1996年10月1日 - 1997年3月25日 | 火曜 18:00 - 18:30                     | テレビ東京系列全6局 | 北海道・関東広域圏・愛知県・ 大阪府・岡山県・香川県・福岡県 | うち、福岡県のTVQ九州放送のみ当時の名称はTXN九州 |
| 遅れネット                    | 火曜 16:30 - 17:00 →火曜 16:28 - 16:58 | 山形放送            | 山形県                                                      | 日本テレビ系列                                   |
|                               | 火曜 17:00 - 17:30                     | テレビ信州          | 長野県                                                      | 日本テレビ系列                                   |
|                               | 金曜 5:25 - 5:55                       | テレビ新広島        | 広島県                                                      | フジテレビ系列                                   |

### またまたセイバーマリオネットJ
テレビシリーズ『セイバーマリオネットJ』の好評を受けて制作されたOVAシリーズ。副題は「Program26 プラズマティック・クライシス」で全巻を通じた話がテレビシリーズの第26話目としての扱いとなる。当時としては珍しいデジタル制作を導入した。第一部と共通するキャラクターと声優に入替などは無かったが、収録時にパンター役の井上喜久子が産休に入ったため篠原恵美が代役を務めた。また、スタジオジュニオの経営危機により、制作会社がハルフィルムメーカーへと変更となっている。ストーリー的には後述の『J to X』につながっている。

#### 登場人物 (J-OVA)
ジョイ・ヒューリック
声 - 押田浩幸
ニューテキサスの第41代大統領。楊明とヘスにNSM-X-1（まりん）の捜索を依頼する。八万年に一度のテラツー地下層プラズマ大暴走をNSM-X-1が止めたことで彼女を英雄視することとなったが、その直後NSM-X-1を捕獲しようとした際に彼女がローレライに人質に取られたと思い地位が危ぶまれることにおどおどしている映像が流れたことで国民の反発に遭い失脚。結果的に楊明とヘスに見限られた。
原作ではニューテキサス編に登場。大統領という民主的な選挙により選出された国家元首の形をとっているが、テレビから催眠映像を流すことで支持率100%の独裁者として君臨している。形式上民主主義をとることで個人の努力によりクローン同士の身分階級を超えられると国民に思わせ、社会に競争原理を持ち込み経済や軍備を発展させゲルマニアと比肩する大国として成長させた。ニューテキサスにいるドクター・ヘス(本体のクローン)から人体改造を施されており、脳以外は機械化が行われ類まれない戦闘力を持ちティーゲルら複数のセイバーマリオネットの猛攻にも互角以上の強さを見せた。
秘密裏に独自の手段で女性復活を目指しており、ドクター・ヘスに命じて人為的に女性を作る研究所を立ち上げている。その中では残虐な人体実験や生体改造が行われ、「Sサンプル」と呼ばれる女性を製造している。クローンの限界が危惧される中、ジョイ・ヒューリックは人為的に作った女性を戦略上のカードとして使うことでテラツーの支配を目論んでいた。そんな中テラツーの統一を目指すゲルマニアとの戦争が勃発し、膠着状態まで持ち込むものの、Sサンプルの製造が逆鱗に触れたか、Sサンプルのシーと出会った間宮小樽の動向に感じるところがあったかは定かではないが、メソポタミア号のローレライによりニューテキサスの全マリオネットが停止させられゲルマニアとの戦争は一方的な敗戦を迎える。その状況に激昂したジョイ・ヒューリックは小樽に襲いかかるが、事切れる直前のドクター・ヘスに脳が弱点であることを暴露され、その弱点をついたライムら6人の猛攻を受け死亡する。

#### スタッフ (J-OVA)
- 原作 - あかほりさとる
- 監督 - 下田正美
- 監督補佐 - 佐山聖子
- シリーズ構成 - 関島眞頼
- キャラクター原作 - ことぶきつかさ
- キャラクターデザイン - 島村秀一
- 美術監督 - 西川淳一郎
- 色彩設計 - 川上善美
- 編集 - 西山茂
- 音響監督 - 田中英行
- 音楽 - PAROME
- プロデューサー - 杉田敦、横山真二郎、春田克典
- 制作 - ハルフィルムメーカー
- 製作 - バンダイビジュアル、創通エージェンシー

#### 主題歌 (J-OVA)
オープニングテーマ
「咲かせるぜ!度胸花」（第1話）
作詞 - 木本慶子 / 作曲・編曲 - 岩本正樹 / 歌 - 今井由香
「hesitation」（第2話 - ）
作詞 - MEGUMI / 作曲・編曲 - 矢吹俊郎 / 歌 - 林原めぐみ
エンディングテーマ
「hesitation」（第1話）
作詞 - MEGUMI / 作曲・編曲 - 矢吹俊郎 / 歌 - 林原めぐみ
「守ってあげる」（第2話）
作詞 - 松葉美保 / 作曲・編曲 - 今泉洋 / 歌 - 平松晶子
「HEART BREAK DOWN」（第3話）
作詞 - 松葉美保 / 作曲 - 若林剛太 / 編曲 - 五島翔 / 歌 - 白鳥由里
「影になれ」（第4話）
作詞 - 木本慶子 / 作曲・編曲 - 岩本正樹 / 歌 - 折笠愛
「風の詩を聞きながら」（第5話）
作詞 - 松葉美保 / 作曲 - 若林剛太 / 編曲 - 小林信吾 / 歌 - 金牧麗
「I'll be there (Ballad Version)」（第6話）
作詞 - MEGUMI / 作曲 - 佐藤英敏 / 編曲 - 大平勉 / コーラスアレンジ - 奥井雅美 / 歌 - 林原めぐみ

#### 各話リスト (J-OVA)
| 話数     | サブタイトル           | 脚本           | 絵コンテ | 演出       | 作画監督          |
| -------- | ---------------------- | -------------- | -------- | ---------- | ----------------- |
| Load：01 | みんな幸せ             | 関島眞頼       | -        | 西本由紀夫 | 島村秀一 千葉道徳 |
| Load：02 | 美しきマリンブルー     | 金巻兼一       | 下田正美 | 佐山聖子   | 宇佐美皓一        |
| Load：03 | ラブコメディーは突然に | あかほりさとる | -        | 佐山聖子   | 山川吉樹 千葉道徳 |
| Load：04 | 沈黙の暗殺者           | 金巻兼一       | 山川吉樹 | 西本由紀夫 | 宇佐美皓一        |
| Load：05 | こころ・めざめの時     | 関島眞頼       | -        | 佐山聖子   | 千葉道徳          |
| Load：06 | 海へ還る               | 金巻兼一       | -        | 西本由紀夫 | 楠本祐子 山川吉樹 |

### セイバーマリオネットJ to X
『セイバーマリオネットJ』テレビシリーズ最終作で、1998年10月6日から1999年3月30日までテレビ東京系列で放送された。
前作『セイバーマリオネットJ』のビデオ販売が好調のため制作された。1話から13話はジャポネス、14話から25話は西安が舞台である。26話はビデオソフトだけに収録された後日談である。
女性復活達成後、それまで「女性を模したもの」であるマリオネットの存続意義の揺らぐ中、小樽への恋心を確たるものにしたライム、チェリー、ブラッドベリーの「3人で一人」であることへの疑念、人間でないことへの葛藤などが描かれている。最終回は3人が人間として転生する（正確に言うと3人が亡くなる前にヘスが3人のデータを地上に送信し、それを元にして遺伝子が作られた）という結末であった。

#### 登場人物 (J to X)
偽ファウスト
声 - 緑川光
ファウストが改心したことを見越してヘスに用意されたファウストのクローンでセイバードールズが共に行動したファウストの偽物。洗脳時のファウストを髣髴とさせる野心的な性格。ゲッテルとセイバードールズを手玉に取るが、ライムたちとの対峙の際、ティーゲルとパンターは彼のもとを離れ、パンターは絶望に陥り、ティーゲルはメモリーを消去する寸前に追い込まれた。だが、知略戦を得意とするルクスにだけは最初から見抜かれているらしく、ティーゲルとパンターが彼のもとを離れてからも、本物のファウストが現れるまであえて行動していたことが彼女の口から明かされた。ルクスの裏切りによりゲッテルと共に逃亡し、ヘスに「本物が死ねばあなたが総統閣下だ！」という言葉により、本物のファウストを殺害を決意。最初は優位に立っていたが、ライムたちによってローレライが救出されたあとは本物のファウストに追い詰められ見限ろうとしたゲッテルを射殺、最後は本物のファウストが放ったプラズマ弾によってクローズバインと共に湖へ沈められた。
超飛将軍
声 - 飯塚昭三
西安の将軍。名前の由来は「三国志」の張飛。大柄な体型をしているが子供達から好かれる気さくな性格で西安旅行に来た小樽達を出迎える。幼い西安皇帝に帝王学を教える楊明を煙たがっており、果てはセイバードールズに楊明の監視を頼み、楊明を捕らえる。ファウストとはある程度は面識があり、ファウストの性格の変化を快く感じていた。
原作では超将軍として登場している。

#### スタッフ (J to X)
- 原作 - あかほりさとる
- キャラクター原作 - ことぶきつかさ
- 総監督 - 下田正美
- シリーズ構成 - 関島眞頼
- チーフディレクター - 佐山聖子
- キャラクターデザイン - 島村秀一
- 美術監督 - 西川淳一郎
- 色彩設計 - 川上善美
- 編集 - 西山茂
- 音響監督 - 田中英行
- 音楽 - PAROME
- プロデューサー - 小林敦子（テレビ東京）、横山真二郎（創通映像）
- アニメーションプロデューサー - 春田克典（ハルフィルムメーカー）
- アニメーション制作 - ハルフィルムメーカー
- 製作 - テレビ東京、創通映像

#### 主題歌・挿入歌 (J to X)
オープニングテーマ
「Proof of Myself」
作詞 - MEGUMI / 作曲 - 佐藤英敏 / 編曲 - 添田啓二 / 歌 - 林原めぐみ
エンディングテーマ
「Lively Motion [Ver.1]」（第1 - 19、21 - 23話）
作詞 - MEGUMI / 作曲 - 佐藤英敏 / 編曲 - 五島翔 / 歌 - 林原めぐみ
「風と空を越えて」（第20話）※クレジット表記は挿入歌
作詞 - 木本慶子 / 作曲・編曲 - 五島翔 / 歌 - 今井由香
「Lively Motion [Ver.2]」（第24 - 25話）
作詞 - MEGUMI / 作曲 - 佐藤英敏 / 編曲 - 五島翔 / 歌 - 林原めぐみ
「いっしょに」（第26話）※クレジット表記は挿入歌
作詞 - 奥井雅美 / 作曲 - 大平勉 / 編曲 - 大平勉 / 歌 - 林原めぐみ、白鳥由里、平松晶子
挿入歌
「栗ひろい」（第3話）
作詞 - 花形美剣とその仲間たち / 作曲 - 奥井雅美 / 編曲 - 矢吹俊郎 / 歌 - 子安武人
「いよかん」（第3話）
作詞 - 花形美剣とその仲間たち2 / 作曲 - 奥井雅美 / 編曲 - 矢吹俊郎 / 歌 - 子安武人
「ゆめ みつけた」（第7話）
作詞 - 木本慶子 / 作曲・編曲 - 添田啓二 / 歌 - 林原めぐみ、こおろぎさとみ
「冗談じゃないよ！」（第19話）
作詞 - 松葉美保 / 作曲・編曲 - 林有三 / 歌 - 平松晶子
「生命線のマリア」（第21話）
作詞 - 只野菜摘 / 作曲・編曲 - 林有三 / 歌 - 浜野和子
「約束の地」（第24話）
作曲 - 奥井雅美 / 編曲 - 大平勉 / コーラス - 奥井雅美
「千日手」（第26話）
作詞・作曲 - 奥井雅美 / 編曲 - 大平勉 / 歌 - 子安武人

#### 各話リスト (J to X)
| 話数     | サブタイトル                 | 脚本           | 絵コンテ   | 演出         | 作画監督          | 放送日         |
| -------- | ---------------------------- | -------------- | ---------- | ------------ | ----------------- | -------------- |
| PHASE:01 | あっちこっちで文明開化!      | 金巻兼一       | 佐山聖子   | 佐山聖子     | 千葉道徳          | 1998年 10月6日 |
| PHASE:02 | だんじり合戦で満願成就!      | 関島眞頼       | 西本由紀夫 | 西本由紀夫   | 千葉道徳          | 10月13日       |
| PHASE:03 | 父が出た出た父が出た!        | 植竹須美男     | 佐山聖子   | 黒田やすひろ | 祝浩司            | 10月20日       |
| PHASE:04 | セイバードールズの旅立ち     | 久保田雅史     | 西本由紀夫 | 西本由紀夫   | 竹田逸子          | 10月27日       |
| PHASE:05 | しらたきは永遠の輝き         | 金巻兼一       | 下田正美   | 西本由紀夫   | 鈴木藤雄          | 11月3日        |
| PHASE:06 | 二人の小樽!?恋のタイトロープ | あみやまさはる | 佐山聖子   | 佐山聖子     | 千葉道徳          | 11月10日       |
| PHASE:07 | ひとりぼっちの妖精           | 久保田雅史     | 山口直樹   | 黒田やすひろ | 祝浩司            | 11月17日       |
| PHASE:08 | チェリーの子育て奮闘記       | 金巻兼一       | 佐山聖子   | 下田正美     | 宇佐美皓一        | 11月24日       |
| PHASE:09 | みんなと森と鉄球と           | 植竹須美男     | 佐山聖子   | 佐山聖子     | 竹田逸子          | 12月1日        |
| PHASE:10 | おにぎりは平和の味!?         | あみやまさはる | 山口直樹   | 岡崎ゆきお   | 祝浩司            | 12月8日        |
| PHASE:11 | おとこ小樽の落とし前!        | 関島眞頼       | 佐山聖子   | 岡崎ゆきお   | 祝浩司            | 12月15日       |
| PHASE:12 | 運命のヘブンズ・クロス       | 金巻兼一       | 新房昭之   | 下田正美     | 島村秀一          | 12月22日       |
| PHASE:13 | 黒き野望・鋼の巨人復活!!     | 久保田雅史     | 佐山聖子   | 佐山聖子     | 浜森理宏          | 1999年 1月5日  |
| PHASE:14 | ペア旅行は各駅停車!?         | あみやまさはる | 西本由紀夫 | 西本由紀夫   | 千葉道徳          | 1月12日        |
| PHASE:15 | 悠久の都・西安               | 金巻兼一       | 佐山聖子   | 岡崎ゆきお   | 祝浩司            | 1月19日        |
| PHASE:16 | 翼なき鳥たち                 | 関島眞頼       | 阿部記之   | 下田正美     | 浜森理宏          | 1月26日        |
| PHASE:17 | それぞれの昨日と今日         | 植竹須美男     | 佐山聖子   | 佐山聖子     | 宇佐美皓一 森川均 | 2月2日         |
| PHASE:18 | プラズマ模様の空の下         | 金巻兼一       | 西本由紀夫 | 岡崎ゆきお   | 祝浩司            | 2月9日         |
| PHASE:19 | 1/3の哀しみ                  | 関島眞頼       | 佐山聖子   | 佐山聖子     | 竹田逸子          | 2月16日        |
| PHASE:20 | 西安の雨は降りやまず         | 久保田雅史     | 開木菜織   | 西本由紀夫   | 千葉道徳          | 2月23日        |
| PHASE:21 | 紅蓮の終劇・緋色の目覚め     | 植竹須美男     | 佐山聖子   | 佐山聖子     | 楠本祐子          | 3月2日         |
| PHASE:22 | 叫び                         | あみやまさはる | 西本由紀夫 | 西本由紀夫   | 浜森理宏          | 3月9日         |
| PHASE:23 | 機械じかけの夢               | 久保田雅史     | 佐山聖子   | 青木佐恵子   | 宇佐美皓一        | 3月16日        |
| PHASE:24 | 虹駆けし乙女たち             | 金巻兼一       | 佐藤順一   | 西本由紀夫   | 千葉道徳          | 3月23日        |
| PHASE:25 | 光…                          | 関島眞頼       | 佐山聖子   | 佐山聖子     | 竹田逸子          | 3月30日        |
| PHASE:26 | この空はどこまでも青く       | 植竹須美男     | 下田正美   | 下田正美     | 島村秀一          | 未放送         |

#### 放送局 (J to X)
| 放送期間（または、放送体制）  | 放送時間                     | 放送局              | 対象地域                                                    | 備考                                             |
| ----------------------------- | ---------------------------- | ------------------- | ----------------------------------------------------------- | ------------------------------------------------ |
| 1998年10月6日 - 1999年3月30日 | 火曜 18:00 - 18:30           | テレビ東京系列全6局 | 北海道・関東広域圏・愛知県・ 大阪府・岡山県・香川県・福岡県 | うち、福岡県のTVQ九州放送のみ当時の名称はTXN九州 |
| 遅れネット                    | 不明                         | IBC岩手放送         | 岩手県                                                      | TBS系列                                          |
|                               |                              | 山形放送            | 山形県                                                      | 日本テレビ系列                                   |
|                               | 火曜 17:00 - 17:30           | テレビ信州          | 長野県                                                      | 日本テレビ系列                                   |
|                               | 木曜もしくは金曜 5:25 - 5:55 | テレビ新広島        | 広島県                                                      | フジテレビ系列                                   |

### コンピュータゲーム

#### テレビゲーム
PlayStation用の対戦格闘ゲーム『セイバーマリオネットJ・バトルセイバーズ』が1997年3月28日に発売された。フィギュア付きの限定版も同時発売。登場キャラはライム、チェリー、ブラッドベリー、ティーゲル、ルクス、パンター、新キャラクターのアップル。
ストーリー
間宮小樽と同居するようになったライム、チェリー、ブラッドベリーの3人は、体内に特別な人工知能を持ち人間のような心を持っていた。間宮小樽に対して、次第に恋心を抱くようになる。移民惑星テラツーには存在しなかった筈の男女の愛が間宮小樽とのデート権を賭けて激突することになる。
登場人物
ライム
声 - 林原めぐみ
身長 155cm / 体重 45kg / B・W・H 83・55・85
ジャポネス歴史資料館の地下の冷凍カプセルの中で眠っていたマリオネット。小樽のピンチに底なしのパワーをみせる。
チェリー
声 - 白鳥由里
身長 150cm / 体重 43kg / B・W・H 80・50・80
家事全般を得意とするマリオネット。コンピュータなど機械の扱いも優れた分析能力を持っているが、妄想癖があり、まわりが見えなくなることがある。
ブラッドベリー
声 - 平松晶子
身長 165cm / 体重 50kg / B・W・H 95・60・88
ジャポネス城の石像の中に眠っていたマリオネット。べらんめえ口調で小樽に結婚を迫ったり、成熟したボディで迫るなど小樽の反応を楽しんでいるような姉御肌の性格。
ティーゲル
声 - 高乃麗
身長 165cm / 体重 55kg / B・W・H 98・63・90
ガルトラント3体のマリオネットのリーダー格。素早い動きと飛び道具を得意とする。
ルクス
声 - 水谷優子
身長 160cm / 体重 50kg / B・W・H 93・58・80
ガルトラントのマリオネット。スパイ工作などの情報部門を主に担当する。極めてクールであり家事能力も高い。
梅幸
声 - 折笠愛
玉三郎
声 - 川村万梨阿
審判
声 - 千葉繁
ゲームオリジナルのマリオネット
アップル
声 - 今井由香
身長 153cm / 体重 44kg / B・W・H 90・55・85
ライムたちに何かがあった万が一の時のために用意されていた第4のセイバーマリオネット。控えめで遠慮深い性格。受け身投げや、飛び道具を跳ね返すといった"受け"を中心とする戦法を得意とする。

#### アプリゲーム
ファンタジア・リビルド
PC / iOS / Android用アプリゲーム。
ファンタジア文庫作品のクロスオーバーRPGであり、2021年1月21日より本作のキャラクターがゲーム内に登場する。
本作のイベントとキャラクターを入手できるのは期間限定だった。

### テーブルトークRPG「ぼくだけのアリシア」
正式タイトルは『セイバーマリオネットJ-RPG ぼくだけのアリシア』。富士見書房のゲーム関連情報文庫レーベル『富士見ドラゴンブック』より出された『セイバーマリオネットJ』の世界観を舞台・モチーフとしたテーブルトークRPG（以下、TRPG）。制作は原作者であるあかほりの監修の元「あかほりさとる事務所ゲームシステム専門班 Studio PACCHI」が担当している。イラスト担当はERI、主要なデータの制作には川崎ヒロユキ脚本研究所の高山克彦が協力している。
製作の背景には、もともと原作者のあかほり自身が『ダンジョンズ&ドラゴンズ』の初期ユーザーとしてTRPGに触れ、のちに『ローズ・トゥ・ロード』においてはゲームマスターとしてプレイするほどのヘビープレイヤーであった事があり、そのため常々より「いつか自分の作品をTRPGにしてみたい」という腹案を抱いていた事による。そのような中で富士見書房がMAGIUSを手掛けたことを聞きつけたあかほりは、ドラゴンマガジン編集部へ押しかけて「『セイバーJ』のTRPGを作らせてくれ」と直訴。編集部側の「誰が作るのか」という疑問に、あかほりは「自分で作る！」と宣言した後、自身の事務所のメンバーを招集して「ゲームシステム専門班 Studio PACCHI」を結成させて制作に乗り出したものである。
1995年9月30日初版発行。ISBN 4-8291-4305-3

#### ゲームシステム
ゲームシステムは富士見書房が手掛けた初心者向けの汎用テーブルトークRPGシステム『MAGIUS』を採用しており、他のMAGIUS作品同様にゲームブック方式の「ソロプレイ」と、通常のTRPG同様のプレイング方式の「マルチプレイ」が存在する。特に「ソロプレイ」の内容は、そのままプレイングキャラクターの作成システムとしての側面を持っており、その一方で内容は「小樽たち小説主人公陣の冒険の裏側で繰り広げられた、もうひとりの主人公の物語」という、原作小説1巻の内容の外伝とも言うべきものになっている。
本作では基本的にプレイヤーがロールする（演じる）のは、各マリオネットのマスター（つまり小樽の役回り）であるが、プレイヤーが使うキャラクターデータシートは、そのマスターが所持するマリオネットのデータであり、ロールキャラクターのデータシートは無い。本作における様々な行動はマスターではなく「マリオネットが行う」事が前提とされている（もっとも、マスターをロールするついでに、マリオネットの行動や会話を同時ロールしてもよく、それはプレイヤーやゲームマスターの裁量に任されている）。
また本作の特徴として、他のMAGIUS作品と比して詳細なキャラクター（マリオネット）の作成システムが実装されているのが特徴とされる。前述の通り、ソロプレイを一通りプレイングする事で原作同様に3体のマリオネットのデータを作成する事が可能であるが、そのために本ゲームには各マリオネットのパーツデータが実装されており、それを組み合わせることでマリオネットが制作できる仕組みになっている。その上でイラストを描けない人のために各パーツのイメージ図も巻末に「データセクション」として付随されており、これをコピーしてキャラクターシートにスクラッピング（切り抜き・貼り付け）する事で作成したマリオネットのキャラクターイメージイラストを作る事もできる。

#### ソロプレイあらすじ（ぼくだけのアリシア）
ジャポネスのひばり長屋に住む「よろず改造屋」（ジャンク屋）にしてマリオネットマニアの少年流北斗は、以前より注文していた海外モデルのセクサドールパーツが届くのを前にして、それを組み立てるために自身が手ずから改造を施した汎用マリオネットを起動させようとしていた。自身、ジャポネスっ子にありがちな好奇心旺盛さを持つ北斗は、マリオネットマニアとしてその天下一品のスキルをもって、その汎用マリオネット「アリシア」を改造する際に自らの心の赴くままに様々なレアパーツをブチ込んでいた。そうして起動されたアリシアには、「感情」まで備わっていた。そのアリシアの反応に北斗は思わず、マリオネットに関わる者たちの中でまことしやかに囁かれていた「失われた伝説の技術」を思い起こす。だが北斗はそれが「失われた伝説の技術」「おとぎ話」であるがゆえに「ありえないもの」とし、アリシアの反応をバグとして考える。北斗はアリシアの「バグ」を技術者として、なんとかしようと考えるが、同時にアリシアの「感情ある反応」に今まで感じた事の無かった感情を揺り動かされ、戸惑いと共に「悪くない」思いを抱く。そんな日々の中で、北斗が待っていたセクサドールのパーツが届く。だが届いたのは、ただのマリオネットの胴体のパーツひとつ。詐欺にかけられたと激怒した北斗は、そのままアリシアと共に取扱業者へと殴り込みに行く。だが、そこで二人が見たのはこっぴどく荒らされた店内。さらに店の中に踏み込んだ北斗たちはゲルマニアのセイバーマリオネット集団「青きドナウ」の一体の襲撃を受ける。結果、北斗たちはジャポネスを舞台にしたペテルブルグとゲルマニアの「裏の抗争」の最中に放り込まれてしまう。だが、その騒動の中で北斗は自らのパーツを取り戻し2体目のマリオネット、セクサドール「ベルチェ」を起動させる。だが、騒動の最中でペテルブルグ軍は全滅。さらに彼らの置き土産として軍用セイバーマリオネット「シルビア」と、彼女に据えられる予定であった「乙女回路」が北斗の元に残されてしまう。かくて北斗はテラツーの歴史の裏、間宮小樽の冒険の裏で巻き起こる「裏の戦い」に巻き込まれていく事となるのである。

#### ソロプレイの登場人物（ぼくだけのアリシア）
流北斗（ながれ ほくと）
本作主人公でプレイヤーキャラクター。ジャポネスのひばり長屋に住む、マリオネットドクターを兼ねたジャンク屋。マリオネットのスペックや開発に一家言を持つマリオネットマニアでもある。小樽に似たジャポネスっ子気質の持ち主だが、職業が職業であるために、よりオタク気質が強くマリオネットの事になると寝食を忘れて没頭したり、何らかのスイッチが入るとマリオネットの各種機能について周囲の状況も忘れて冗長に解説したりする悪癖がある。
アリシア
北斗が最初に手に入れた汎用マリオネット。心優しく大人しく家庭的な、Jチェリーに似た性格（ただし妄想癖は無い）の持ち主。北斗をマスターと慕うと共に、彼をその「感情のある行動」で翻弄させていく。彼女の乙女回路のみ、北斗の手によって偶発的に組み入れられた（あるいは開発された）ものである。
ベルチェ
北斗がペテルブルグとゲルマニアの抗争の中で、ペテルブルグ軍将校イヴノフの緊急要請により組み上げた乙女回路装備マリオネット。本来は北斗が受注していたセクサドール。気まぐれで飽きっぽく、自らが興味の無い事にはとことん興味がない。一方でJブラッドベリーに似た姉御肌な部分があり、北斗を（そして北斗が大事に考えているアリシアたちの事も）最も大事に思っている。
シルビア
抗争終結後に、ペテルブルグ軍の拠点跡から北斗らが発掘した軍用セイバーマリオネット。彼女もまた乙女回路装備を前提として開発されたマリオネット。非常に好奇心旺盛で、事ある毎に騒動を巻き起こす。Jライムに似た無邪気さの持ち主だが、実のところ性格としてはRライムに近い。しかも軍用調整されているがゆえに装備されている持ち前のスピード＆パワーと乙女回路のアクセラレータ機能の相互作用が働いているため「（本人の主観での）ちょっと動いた」だけで被害が出やすい。時折「四歳児のハートを持った戦艦」と通称される。
イヴノフ
ジャポネスを舞台にゲルマニアと諜報戦を繰り広げていたペテルブルグ軍の将校。ゲルマニアから乙女回路の現品とデータを奪取して自国で開発を行う予定だったが、執拗なゲルマニア側の追撃の果てにジャポネスに留まるを余儀なくされ、同地で足りない資材を駆使しながら乙女回路と搭載セイバーの開発に挑み、同時にゲルマニア側の追撃を撹乱するために、自らが奪取した情報や部品をバラバラのパーツにして様々なジャンクやパーツ（その中に北斗が受注したパーツが混ざっていた）の中に隠し、その回収を行っていた。のちに偶然パーツを探す北斗らを発見し、アリシアに乙女回路が装備されている可能性を看破。彼らを味方につける事は出来ないかと画策し、自らの拠点に招き入れる。だが、それと前後してゲルマニア軍にも見つかってしまい拠点の襲撃を許してしまう。結果、混乱の中で命を落とし、自らが開発した乙女回路とセイバーを北斗に託すことになってしまった。
ゲシュタルト
北斗らと幾度となく敵対する事になるゲルマニアの将校。狡猾でチャンスは逃さないがツメが甘い。状況をうまく利用して混乱を起こし、その中で漁夫の利を得ようとする、ハイエナのような男。イヴノフの襲撃時に北斗を買収しようとするが、結果的にはそれは果たすことができず、ペテルブルグ軍との交戦の果てに瀕死の重傷を負ってサイボーグとなる。のちパンターのジャポネス城襲撃に乗じてジャポネスの中枢を攻撃しようとして北斗たちに阻まれ、さらに後、ゲルマニアの軍事コンピュータ中枢の警護中に北斗を発見した折には私怨で彼を追ったために、それが中枢への小樽侵入の隙を作る一因となった。
長谷川半蔵（はせがわ はんぞう）
ジャポネス隠密部隊「御庭番衆」の忍び頭たる頭目。御庭番ではあるが将軍直轄の玉三郎たちとは、指令系統が違うため関わりは無い。御庭番衆の頭目だけあり、生身の人間でありながら、セイバーマリオネット同士の戦いに割って入ることもできる戦闘力の持ち主。ジャポネス城の開放日の際、国宝のツボを割った犯人を捜して北斗たちと遭遇する。配下のセイバーたちが北斗を壺を割った犯人と勘違いして追っていたため、その誤解を解いた上で北斗に詫び、同時に（元々、そのつもりではあったが）彼とアリシアたちを御庭番衆にスカウトする。北斗も一時はそれを断ろうとするが、ある意味では法外な予算を提示されたために「用がある時には依頼を受ける」という間柄になる。後に北斗に（小樽が失敗した時の「保険」として）ゲルマニア軍中枢コンピュータ破壊のミッションを依頼する。
クラウス
ゲルマニアに到着した北斗に協力してくれた青年。ゲルマニア国内に複数ある反ファウスト政権を掲げる地下レジスタンス組織のひとつに所属している。北斗に興味を持ち、軍務省に案内した。最後の最後で実は花形美剣の同類である事が明かされてしまう。

##### 原作本編からの客演
本小節の人物に関しては上記も参照
徳川家安（とくがわ いえやす）
ジャポネスの将軍。城の開放日に行われる「セイバー御前試合」の主催者兼来賓として登場。目の前で繰り広げられる御前試合に対して、セイバーの本能として我慢が出来ずに突然乱入してきたシルビアに対して、その大きな器でこれを許し「よい座興」として正式にトーナメントへの参加を許した。
大江久保彦左衛門（おおえくぼ ひこざえもん）
家安の側近。シルビアの御前試合への乱入に青くなり警備兵（パトセイバー）を出して排除を試みようとするが、家安の鶴の一声により留まる。のち3位入賞を果たしたシルビアと、その保護者である北斗たちに対して「将軍様よりのお言葉がある」として、城内に招き入れる。しかし、半蔵の思惑により彼らを将軍の御前に案内することは叶わなかった。
間宮小樽（まみや おたる）
半蔵に依頼されて地下階層をゲルマニアへと向かう北斗の前に突如現れた少年。自身も北斗と同じく3人のセイバーを連れている。遭遇時、地下階層を住処とする暗闇ネズミの群れに追われていた。さらに、その場にいたのが「小樽＆北斗＋乙女回路装備マリオネット6人」というメンツであったために現場は（特にマリオネットたちと暗闇ネズミのせいで）軽くパニックになった。互いに「なぜこんな所にいるのか」という部分に関しては（それこそ互いが同じ目的ではあったものの互いに極秘任務でもあったため）深く追求することなく無難に収める。のち北斗と共に「マリオネットに好意を持っている（女性の面影を見ている）」仲間として意気投合する。そして共にゲルマニアに向かい、北斗に陽動を提案して依頼。北斗もジャポネスっ子の義侠心からそれに乗る。
ライム / チェリー / ブラッドベリー
小樽の元にいる3人のセイバーマリオネット。地下階層の温泉でアリシアたちと意気投合する。所々で小樽を取り合い、騒動を巻き起こし、その様を見た北斗は心から小樽に同情した。

### 私立寺通学園編
角川mini文庫より出された『SMガールズ セイバーマリオネットJ』の番外編。全2巻。1997年発刊。
上述した原作小説やテレビアニメとは異なり『セイバーマリオネットJ』のキャラクターたちが、かつて男子校でありながら共学転換へ踏み切った高校「寺通学園」を舞台に、その共学化の裏で仕組まれていた陰謀と対峙する物語。番外編ということもありキャラクターは共通しているが、彼らの持っている設定や状況が本編となる『セイバーマリオネットJ』とは全く異なっているのが特徴。第1巻『激闘編』の冒頭にて「小樽の夢」である可能性や、あるいは「（本作における）過去の地球（ないしははるか未来のテラツー）においてよく似たキャラクターによって繰り広げられたかもしれない事」である可能性を匂わせる（確定はされていない）文章が記されており、原典『セイバーマリオネットJ』に対しては一種のパラレルワールドと捉えられる内容と言える。

#### あらすじ（寺通学園編）
先代理事長が死亡し、その後を継いだ新理事長「山形ファウスト」の経営戦略によって、共学校へと転換された元男子校「寺通学園」に3人の女教師「ティーゲル」「ルクス」「パンター」が赴任し、3人の女生徒「ライム」「チェリー」「ブラッドベリー」が転校してきた。学園の教員・生徒ともに、それが新理事長の方針ということもあり概ねの人員が方針転換に賛成を唱え彼女らを歓迎していた。しかし、そんな学園の状況に真っ向から歯向かう一人の男子生徒がいた。それが「寺通学園の番長」間宮小樽である。小樽は6人を追い出すために、真っ向から理事長らにぶつかり、そして転校してきた女生徒と対決する事に。結果は惨敗、小樽は大きくメンツを潰し学園での立場がなくなってしまう。だが小樽の行動は転校してきた3人の少女たちの「心」をつかみ彼女らを強く引き付けた。しかし小樽は自身の矜持とケジメのために彼女らの好意を受けるわけにはいかないと突っぱねる。ところが、そんな彼女らと小樽を嘲笑うかのように寺通学園ではファウスト理事長の元、とんでもない陰謀が画策されていた。他ならぬ、その陰謀のために危機に立たされるライムたちの姿を前に、小樽は「男」として彼女らを守るため、真なる「寺通学園の番長」として立ち上がるのである。

#### 原典との設定などの相違
- マリオネットの存在が無く、寺通学園編でのライムたちは（特殊な事情は持っているが）れっきとした人間の少女である。寺通学園編における「マリオネット」の単語は「命令に考えなく服従する人間」を表す比喩として使われる。
- 上記の通りファウストがドイツ系の日本人で学校の理事長。ライム・チェリー・ブラッドベリーはファウストの養女として登場する。一方でティーゲル・ルクス・パンターは寺通学園編でも原作通りファウストの部下（と同時に大学時代の先輩と後輩の関係）であるが、彼女らは同時に小樽の義姉でもある。
- 小樽が女嫌いである。3人の義姉であるティーゲル・ルクス・パンターに子どもの頃からオモチャにされ、女性不審に陥っているため。寺通学園に進学したのも女性を自分から遠ざけるため。
- 花形は生徒会長として登場するが、小樽に対する立場は原典と変わっていない。一方で白瀬明石が小樽にとって良心的な、もう一人の親友として登場する。
- 家安と彦左衛門は小樽の通う高等部の校長・教頭として、登場する。ファウストと表立って対立するような描写は無い。梅幸や玉三郎に記憶を移すようなことはしていない。一方で梅幸と玉三郎は妙齢の女性「梅子」「玉子」として登場し、家安と連携してファウストの内偵を行っている警視庁の女性刑事となっている。

#### 書誌情報（寺通学園編）
1. セイバーマリオネットJ 私立寺通学園激闘編 ISBN 4-04-700178-3
2. セイバーマリオネットJ 私立寺通学園熱愛編 ISBN 4-04-700212-7

### 関連書籍
- セイバーマリオネットJ　パロディコミック大会
- セイバーマリオネットJ　フィルムブック全4巻
- セイバーマリオネットJ　アニメコミック全4巻
- セイバーマリオネットJtoX　すぺしゃる

デスクトップアクセサリー
- デスクトップアクセサリー集 セイバーマリオネットJ 乙女繚乱
- デスクトップアクセサリー集 セイバーマリオネットJ DAILY COLLECTION

## SMガールズ外伝 セイバーマリオネットZ
アニメ雑誌『アニメV』(学習研究社刊)にて1995年5月号から翌年まで連載された漫画作品。『セイバーマリオネットR』の発売を受けて作られた続編という形式による外伝作品。Rと共に原作者名義のコピーライトとして、あかほりさとる・ねぎしひろしの両名の名が冠されている作品でもある。
なお『R』や『J』とは異なり、本作のアニメ化や音声ドラマ化などのメディア化はされておらず、単行本も発刊されていない。小説（ライトノベル）化の企画そのものは存在していたが、前述の通りこれは『R-2』の企画にすり替わって頓挫しており、その事に関して同書のあとがきで『R』小説版執筆者の長谷川勝己が謝罪の言葉を述べている。

### 執筆者について
上述の通り原作者は、あかほり・ねぎしの両名であるが、これはあくまでもセイバーマリオネットシリーズ全体の原作者という意味での名義貸しに近い原作者名義であり、正確には両原作者の本作へのタッチは設定出しや大まかなストーリーラインの提示など最小限に留められている。ただし、連載スケジュールの都合から最終回は原作者の一人である、あかほりの手によって小説形式で掲載され完結という形を取っている。
本作において「作者」と言えるのは、チームの代表として、あかほり・ねぎし側が出した設定を元に、ストーリー構築と作画統括を担当した岡田芽武であり、一方で「作画者」については岡田が代表を務める漫画スタジオである「STUDIO RESPONSE」のメンバーが数月代わりで交代しメイン作画を担当した。そのために数度にわたり執筆者が変わっており、キャラクターの描写が一定化されていない現象が起きている。雑誌掲載時の作画者名義としては「岡田芽武＆（その話のメイン作画者） with STUDIO RESPONSE」が用いられている。
岡田の監修作品だが、基本的に作画を担当したのは、その各話におけるメイン作画者であるため、岡田作品の特徴である大見開きを使った弩級作画や大文字を利用したアクション描写などは、あえて使われていない。

#### メイン作画者
- 早坂信之
- 武士裕貴
- 鈴木理華

### あらすじ (Z)
『セイバーマリオネットR』の時代よりさらに300年の時が経過した。ローレライ・システムの再現システム「フェイス・システム」による「乙女回路」の普及により、マリオネットたちは感情を持ち、より人間に近しい隣人としての立場を手に入れていた。
しかし、その一方でマリオネットの暴走事件が多発。暴走したマリオネットは正常なマリオネットや人間たちを襲うようになる。
主人公であるマリオネットドクターの女性、キタジマ教授は、マリオネット暴走の原因をつきとめるため、供のマリオネットであるクーニと、自らに仕えてくれているスティンガーを連れて暴走マリオネットが数多く出没し、彼らの残骸が眠る樹海の探索に乗り出す。だが探索を始めてすぐに一行は暴走マリオネットの襲撃を受ける。ピンチに陥る彼女らを助けたのは、どこからともなく現れたマリオネット「ZERO」であった。
ZEROは周囲に散らばるマリオネットの残骸や他の稼動マリオネットを自らに取り込み、パワーアップできる乙女回路「Z回路」の持ち主であった。しかし、なぜZEROがそんなものを持つのか、彼女たちはその疑問を解くため、樹海の深奥にある伝説の科学者「スター・フェイス」の居城を目指して進むことになる。
最終的に、暴走マリオネットの存在はフェイス・システムの連続コピーによる世代間劣化が原因であり、ZEROのZ回路はその是正を目的としてフェイスの遺した彼の意識をコピーされたコンピュータが創り上げたものだった。そしてZEROこそはコピーフェイスがRライムを基礎に創り上げたZ回路試作機＝次世代マリオネットだったのである。

### 登場人物(Z)
ゼロ (ZERO)
マリオネットの残骸が眠る樹海の深奥「フェイスの墓」より出てきた謎のマリオネット。Z回路の持ち主であり、他の乙女回路を持つマリオネットと同化できる。ショートカットの髪型だが、頭部には、うなじからチューブ状のマニピュレーターが伸びており、これを用いてZ回路と同化する素体マリオネットの操作を行っている。
「フェイスの墓」を守る暴走マリオネットたちからは「乙女回路のプロトタイプ」ないしは「プロトタイプ・ゼロ」と呼ばれる。
キタジマ
暴走マリオネットや成長不全マリオネットの謎を求めて「フェイスの墓」へと足を踏み入れた女性教授。父親は著名なマリオネットドクターで、暴走マリオネットの謎を解くために「フェイスの墓」へと向かったまま消息を絶った。父の果たせなかった「暴走マリオネットを治す」という夢を継ぎ、その謎に挑む。
実は幼い頃、暴走マリオネット事故に遭遇して犠牲となり、その体のほとんどがマリオネット義肢に換装されているサイボーグである。唯一残っている脳髄も感情機能を司る部分が損傷しているため、その補助のために簡易上の乙女回路プログラムチップが搭載されている。身体構造の基礎設計および機械機構の統御プログラムにおいてはRブラッドベリーをベースにしたものが用いられている。
クーニ
キタジマに仕えている少女型汎用マリオネット。ZEROの同化素体として力を発揮する。実は彼女自身も乙女回路に不全を持つ「成長不全マリオネット」で、経験を成長に活かす事が出来ず、その認識力および精神年齢は5歳程度のまま停止している。
実はRチェリーの設計思想を元に民生レベルで製作された汎用機能を兼ねる警備セイバーで「廉価版チェリー」と言える存在。
スティンガー
キタジマの助手兼ボディーガードにして元は凄腕の傭兵。以前に命にかかわる怪我を負い、その際、キタジマの父の手によりサイボーグ化手術を受けて一命を救われた。その恩に報いるために娘であるキタジマに仕え、彼女が父娘2代に渡って果たそうとしている夢を手助けしている。
オメガ (Ω)
ゼロの同型機にして「双子の姉妹」を名乗るマリオネット。だが彼女自身も暴走マリオネットであり、コピー・フェイスによって封印されていた存在。迫るゼロに対して封印を解いたコピーフェイスによって遣わされる。ゼロと同じくZ回路を持ち、周囲に散らばる複数の暴走マリオネットやその残骸と同化し多くの「操り人形」と共にゼロ一行を襲う。
コピー・キャニー / コピー・ブリッド / コピー・エッジ
コピー・フェイスがオリジナルのセクサドールズのデータをもとに再生させたコピードールズ。普段は『フェイスの墓』の入り口を（指令なく勝手に）守り侵入者を排除している。そのためZEROに出会う前のキタジマたちに突如として襲いかかった。基本的にオリジナルに対しては下位互換の劣化品と化している。フェイスへの忠誠心を行動の主軸としているため傍目には解り辛いものの、実は他のマリオネット同様に暴走をきたしている。性格などはオリジナルに準ずるも、本人たちにコピーおよび暴走の自覚は無く、自分たちは（『R』でライムたちと戦った）オリジナルそのものだと思い込んでいる。もとはコピー・フェイスが「フェイス・システムの検証実験」のために再生させたコピーであり、同様の目的のために敷いた複数のプランのうちのひとつを構成する素体に過ぎなかった。そのためコピー・セクサドールズのプランが頓挫したと判断したコピー・フェイスによって破棄されてしまう。
コピー・フェイス
『フェイスの墓』の最奥に存在するコンピューターであり、それが動かしている男性型マリオネット。その姿はスター・フェイスに酷似している。フェイスの「科学者としての」思考や性格をコピーされたデータ人格で、オリジナルのフェイスが作り上げた「フェイス・システム」による、古代黎明期に現存したという「ローレライ・システム」の凌駕を望んでいた。

## 関連CD一覧
シングルCD
- TVアニメ主題歌シングル
『Successful Mission』（1996年10月23日、TVアニメ『セイバーマリオネットJ』主題歌）
『Proof of Myself』（1998年10月23日、TVアニメ『セイバーマリオネットJ to X』主題歌）

アルバムCD
- TVアニメ版サウンドトラックアルバム
セイバーマリオネットJ サウンドトラック ジャポネス 吟詠詩集 其ノ一
セイバーマリオネットJ サウンドトラック ジャポネス 吟詠詩集 其ノ二
セイバーマリオネットJtoX 音楽集 ジャポネス春待月乙女紀行
セイバーマリオネットJtoX 音楽集 ジャポネス吹喜月乙女紀行
- OVA版サウンドトラックアルバム
SMガールズ セイバーマリオネットR 抱きしめてLovin' you
またまたセイバーマリオネットJ ジャポネス吟詠詩集 真打ち
- ヴォーカルアルバム
セイバーマリオネットJtoX 歌集 ジャポネス初花月乙女紀行
SABER MARIONETTE VOCAL HISTORY from“J”→“JtoX”and“R” SABER MARIONETTE BEST
スタまにシリーズ：セイバーマリオネットJ
- ドラマCD
SMガールズ セイバーマリオネットR 第一シリーズ 乙女の恋はどんな味？
SMガールズ セイバーマリオネットR 第二シリーズ ボクの初体験ピンチ！
SMガールズ セイバーマリオネットR 第三シリーズ 乙女の恋は未来へ続く
SMガールズ セイバーマリオネットJ 第一シリーズ お江戸情緒の乙女たち
SMガールズ セイバーマリオネットJ 第二シリーズ 乙女の激突 ラブラブパーク
SMガールズ セイバーマリオネットJ 第三シリーズ 大江戸バイト事情 乙女の心は止まらない！
SMガールズ セイバーマリオネットJ 第四シリーズ 天晴れ！乙女心と江戸の空
セイバーマリオネットJ・THE・ラジオ ジャポネス絡繰日記 其ノ一幕
セイバーマリオネットJ・THE・ラジオ ジャポネス絡繰日記 其ノ二幕
セイバーマリオネットJ・THE・ラジオ ジャポネス絡繰日記 其ノ終幕

など
上記のCDは、いずれも、スターチャイルド（キングレコード）より発売された。

## セイバーマリオネットシリーズの基本技術

### クローン人類
トラブルに遭遇した宇宙船団から唯一脱出に成功した恒星間移民船「メソポタミア号」から、生存した乗組員六名の細胞を元に培養したテラツーの住民。徳川家安（日本系）、ゲルハルト・フォン・ファウスト（ドイツ系）、アレクサンドル・キーシン（ロシア系）、ジョイ・ヒューリック（アメリカ系）、王庸平（中国系）、ヴィレイ・メディチ（イタリア系）を基準とした六種類の人種で構成されている。彼ら六名は皆男性のため、人類に女性は一人も存在しない。
従来のクローニングでは彼ら生き残り六名と同質個体（「歳の離れた双子」）しか誕生しないが、遺伝子操作技術によりテラツー暦300年までに見られる多種多様のバリエーションを可能となる。それでもDNA配列が限られる以上、似た容姿の人間が同時期に登場するなど多くの限界が来ている。クローンを作る際、いくら遺伝子操作を行っても女性を再生させることが叶わなかったことがテラツーの歪な構造を作る結果となった。
結婚概念・法律もあるが両名の次世代を残す事は不可能。子供はクローン工場により生産し、赤ん坊を育てている。
各国により事情は異なるが、メソポタミア号のオリジナルの六名に近いクローンの個体ほど重用され身分的にも高い位置に置かれている。
ジャポネスでは2歳になるまで工場で育てた後、国家のエリートとして軍人・政治家・官僚になることを義務付けられそのまま国家に管理されるか、里子に出される。それに漏れた子供は13歳まで施設で育てられた後、自活を迫られて独立することとなっており間宮小樽はこれに当たる。
少数派であるが里子を引き取る家庭が同じ系列のクローン細胞を使用して兄弟として育てることを望むことがあり、アニメ版の花形兄弟がこれに該当する。
テラツー暦300年に女性が復活（『セイバーマリオネットJ』の「女性復活」）して以降も、伝統として社会に組み込まれてしまった仕組みを守る観点と、為政者を求める関係上からクローン技術は継続している。

### マリオネット
男性しか生き残ることのできなかった人間たちが、失われた女性を忘れないために作り上げた女性型アンドロイドの総称。後に人間による労働力の不足、開拓における効率化などの問題によって労働力へと転化され、「ただの機械」「道具」として扱われるようになってしまう。
マリオネットはその用途によって以下のカテゴリに分類される。

#### 汎用型マリオネット
主に家事全般を行うために開発された、最も代表的でポピュラー。なお『J-RPG ぼくだけのアリシア』では、専用機能を所持するマリオネット（以下のセクサ・セイバー各種）を組み立てる際における補助機能をも持つ、とされている。
- 代表例（括弧内は登場作品）
  - アダリィ(R)
  - じぇみに(J)
  - 小雪(J)
  - チェリー(J) ＝セイバータイプとの兼用型（後述）
  - ルクス(J(原作のみ)) ＝セイバータイプ・セクサドールとの兼用型（後述）
  - 鳳々(J)＝アニメでは青龍の仮の姿として設定されているためセイバータイプとの兼用型となる（後述）
  - キク（J to X)
  - アリシア（J-RPG）

#### セクサドール
主に人間（男性）の生理的な生殖欲求や視覚的な満足を満たすための愛玩型。アニメではセイバードールと表記され、愛玩という設定はほぼ除外されている。
- 代表例（以下に挙げるものは全てセイバータイプとの兼用型）
  - エッジ(R)
  - キャニー(R)
  - ブリッド(R)
  - ティーゲル(J)
  - ルクス(J)
  - パンター(J)
  - ベルチェ(J-RPG)

#### セイバーマリオネット
戦闘能力・戦闘装備に特化。セイバー、セイバータイプ、セイバードールと称されることもある。
主に国家の軍隊・警察にて活躍、主を守るSP的性質を持つものもこれに含まれる。また、その特長によってさらに細かく分類されることも。
- 代表例（登場作品括弧以下の表記は詳細分類）
  - ライム(J) - スピード・パワーのツインバランスタイプ
  - ライム(R) - スピード・パワーのツインバランスタイプ
  - チェリー(J) - 戦略・戦術型の知略戦タイプ
  - チェリー(R) - 耐電式の知略戦型タイプ
  - ブラッドベリー(J) - 怪力特化型パワータイプ
  - ブラッドベリー(R) - 知略参謀型パワータイプ
  - エッジ(R) - 斬撃特化型スピードタイプ
  - キャニー(R) - 偵察型の知略戦タイプ
  - ブリッド(R) - 銃撃特化型パワータイプ
  - ティーゲル(J) - 知略参謀型スピードタイプ
  - ルクス(J) - 戦術・戦略・知略参謀型タイプ
  - パンター(J) - 粒子砲内臓のパワータイプ
  - 梅幸(J) - 諜報・護衛タイプ
  - 玉三郎(J) - 諜報・護衛タイプ
  - まりん(またまたJ) - プラズマ操作型スピードタイプ
  - 青龍=鳳々(J to X) - 知略戦型パワータイプ
  - 朱雀(J to X) - 飛行特化型スピードタイプ
  - 玄武(J to X) - 対戦車用スピードタイプ
  - 白虎(J to X) - スピード・パワーのツインバランスタイプ
  - クリーガァII (J) - 量産型戦闘タイプ
  - 桜花(J) - 量産型戦闘タイプ
  - クリーガァIII (J to X) - 量産型戦闘タイプ
  - シルビア（J-RPG）- スピード・パワーのツインバランスタイプ。また成長次第によっては知略参謀型の役割も持てる「フルタイプセイバー」にもなれる可能性を持つ。

#### 兼用型マリオネット
用途によって上記3種の内、2種以上の機能を併せ持っているタイプ。当作にて活躍するマリオネットのほとんどはこのタイプで「基礎タイプ+付加機能」として造られている。
- 代表例
  - チェリー(J) - セイバー＋汎用型
  - エッジ(R) - セイバー＋セクサドール
  - キャニー(R) - セイバー＋セクサドール
  - ブリッド(R) - セイバー＋セクサドール
  - ティーゲル(J) - セイバー＋セクサドール
  - ルクス(J) - セイバー＋セクサドール（原作ではさらに汎用型機能がつく）
  - パンター(J) - セイバー＋セクサドール
  - 青龍=鳳々(J to X) - セイバー＋汎用型

### 乙女回路
マリオネットに装備される感情創出回路にしてミス・ローレライによる「ローレライ・システム」最終成果の一つ。感情創出とそれにともなうパワー（力）・スキル（技術）のアクセラレーター（増幅）機能を持っており、「学習」することでマリオネットに「成長」を促すことも可能にする「心の回路」。
原作版では「女性を忘れない」ため、テラツー創生初期に開発された全てのマリオネットに乙女回路が装備されていた。しかし労働力転化の流れの中で彼女たちの乙女回路は封印され、製作も停止。最終的に乙女回路は「失われた技術」となってしまう。
アニメ版では「乙女回路」そのものがある目的のために作られた特別な機器であるため、これは初めからライムたち、ティーゲルたち、そしてまりんにしか装備されなかった。
なお、作中に登場する乙女回路は、その性質・形状から以下のように分類される。

#### 原作タイプ（心臓型）乙女回路
『セイバーマリオネットR』『小説（原作）版 セイバーマリオネットJ』『セイバーマリオネットZ』に登場。その形状は心臓の形を模して作られ、位置も心臓部にセット、実際に人間の心臓と同じように拍動する。
小説版Jにおける開発者はミス・ローレライ。幾度もの試行作動と旧回路との比較を行わねばならず、そのために一万体ものマリオネット（ライムタイプ）を必要とした。それらはジャポネスのゲロゲロ温泉郷の地下施設にて安置されている。RおよびZの乙女回路の開発者はスター・フェイス。失われた古代記録から「ローレライ・システム」を再現した「フェイス・システム」を作り上げた。しかしその再現は完全なものとならず、システム第一世代は異常は起こらなかったが、後に開発が第二世代、第三世代と移行するごとにシステムが劣化。暴走マリオネットを生み出す結果に。
また『VS騎士ラムネ&40炎』に登場するマリオネット・バロン三人娘「ドラム」「チェロ」「トランペット」に内蔵されている感情創出回路もこのタイプの乙女回路。開発者はバロン三人娘の母（製作者）オルガン・シンフォニー。

##### 寄生型（Zタイプ）乙女回路
「セイバーマリオネットZ」に登場。心臓型乙女回路の中で、他の乙女回路を取り込みパワーアップを果たす機能を持つ。取り込まれた乙女回路は「Z女回路（絶女回路 / ぜっつめかいろ）」となり、極限以上の出力を発揮する。暴走マリオネットの是正（およびフェイス・システムによるオリジナルたるローレライ・システムの凌駕）を目的として作られた。「セイバーZ」の主人公マリオネットZERO（ゼロ）にのみ装備されている。当初はΩ(オメガ)にも搭載されていると目されていたが、オメガのそれは単に乙女回路を外部操作および連結機動させるだけのZタイプとは言い切れない未完成品であり出力は上昇しても暴走是正には至らなかった。

#### アニメタイプ（円筒機械型）乙女回路
『アニメ版 セイバーマリオネットJ』『セイバーマリオネットi』に登場。形状は円筒形。胸部にセットされるのは原作版と同じだが、しっかりと機械に固定されているために拍動は動作ではなくLEDやインジケーターで表される。
開発者は「ミス・ローレライ」「徳川家安」「ゲルハルト・フォン・ファウスト」の3名。ローレライの基礎理論を使い、家安とファウストがそれぞれ独自開発した。
特徴として3つの同回路がワンセットとなっており、3つ揃って一人の人間の思考感情をバックアップする機能を持つ。それぞれの回路は、その性質において特徴付けが成されている。たとえばライムとパンターの持つ乙女回路が「純真」を、チェリーとルクスの持つ乙女回路が「貞淑」を、ブラッドベリーとティーゲルの持つ乙女回路が「母性」をそれぞれの性質として持つように作られている。女性復活という目的のため、メソポタミア号の「ローレライ・システム」本体と互換性・相互作用機能が存在している。

##### トリプルタイプ乙女回路
『またまた セイバーマリオネットJ』に登場。ニューテキサスで開発され、まりんに装備された。
通常の乙女回路ではありえない急速な学習能力と超高度なアクセラレーター機能が特徴。本来、1台のマリオネットに1回路しか持てない乙女回路を強引に連結して、乙女回路の成長を倍化させようと目論んで開発されたもの。そのため、装備されたマリオネットにかかる負荷が相当なものになる。装備されたマリオネットは最終的に自らの乙女回路の成長度に耐え切れず自滅するという欠陥を持っている。

## 私立大江戸学園興亡記
2000年、『月刊ドラゴンマガジン』10月号増刊『ファンタジアバトルロイヤル』に掲載された作品。『セイバーマリオネット』シリーズの最終的な後継作品としてあかほりの手によって執筆されているが、その後の展開は存在していない。
テラツー暦にして600年代のストーリーで『セイバーマリオネットJ』および『JtoX』から300年、『セイバーマリオネットR』から100年後の世界として設定されている。タイトルの通り「大江戸学園」を舞台とした学園もので、その舞台はジャポネスとなっている。
それ以前に発表された作品からの発展類型は以下の通り。
- 本作に登場する“人間”は「人間」と「マリオネット」に分類される。すなわち、マリオネットが人間と同等の存在として、その権利が認められている。100年ほど前にロマーナを統治したヴィレイ執政官（かつてのヴィレイ・ジュニアが成長して王となった存在）によって発された宣言で、その後「マリオネット基本法」ができるなど、急速にテラツーの中で「新たなる義務・権利・常識」として根付いている。
- 「男性のマリオネット」が登場（それに類する存在である「アンドロイド」などは『R』の時から存在しており、それらも「実質上の男性型マリオネット」として認識されている[注 13]が、きちんと公式上でレギュラーキャラクターに対して「男性型マリオネット」と明言・表記されるのは、この作品から）。マリオネットの類型にも様々なパターンが登場する。また『J』や『R』と異なり『Z』と同じく、ほとんどのマリオネットに「乙女回路」もしくはそれに類する感情創出回路が装備されている。
- ほとんどのマリオネットは人間と同居する上で、その力に上限がかけられる「リミッター・システム」を装備している。このリミッターを解除し、自らの100パーセント（ともすればそれ以上）の能力と特性を全開にするための「アタッチメント」が存在。なお、アタッチメントの利用は個々のマリオネットの判断に委ねられる。リミッター・システムを始めから持たないもしくは意図的に破壊しているマリオネットもいるが、そうした存在は「違法マリオネット」として刑罰などの対象になる。

## セイバーマリオネットi 〜ネオジェネ〜
シリーズ最新作。『月刊ドラゴンエイジ』2008年8月号で連載開始。作画は大朋めがね。
女性が復活した後の世界で、『J to X』の200年後（『R』と同じ時代）という設定になっているが、描かれているのは第2次テラツー戦役終結直後の時期であり『R』よりも後代の世界を描いている。その一方で乙女回路の形状や、テラツー政府の統一化が成されて『世界政府』が出来上がっているなど、本作は原作となる『SMガールズ』ではなく本来は派生作であるテレビアニメ版『セイバーマリオネットJtoX』側の設定（歴史）を引き継いでいるパラレルワールド作品となっている。その一方でリミッターシステムや男性マリオネットの登場など『私立大江戸学園興亡記』に共通する設定要素が導入されている。
一応、作内では「間宮小樽がこの時代へと託した遺志をめぐる物語」というシノプシスが語られていたのだが、原作者であるあかほりの希望により展開が強制中断され、物語がそこに至る前に打ち切りとなっている。

### あらすじ(i)
第2次テラツー戦役が終了し、6大都市国家による連合国家制が終焉を迎え「世界政府」の時代となった惑星テラツー。その中でも文化と教育を主導する学園都市「カルチェラタン」に住む高校生であるセイカとレイシの橘姉妹は、お互いが人間とマリオネットという異なる「ヒト」であり、その事によって互いに距離感がつかめずにギクシャクした関係になっていた。第2次テラツー戦役後の、この社会では彼女らのような義姉妹というものは珍しくないが、セイカ自身が軽くも長い反抗期に入り脱しきれていなかったために、橘姉妹は特にその折り合いが悪かった。
そんな日々の中、セイカは自身の担任であり憧れの人である間宮先生から旧校舎にある資料を取ってきてほしいと頼まれる。喜び勇んで旧校舎に向かうセイカだったが、なぜかレイシもついてきてしまう。そして二人はふとしたはずみで旧校舎にあった落とし穴の仕掛けを作動させてしまい、そのまま校舎の地下室へと落下してしまう。地下室の存在はデータベースになかったため戸惑うレイシ。さらに地下室は侵入者の存在を感知してガードシステムを起動。ガードロボがセイカとレイシへと襲い掛かる。マリオネットとしてセイカを逃がそうとするレイシだったが、セイカは姉の矜持としてそれを拒否。あわや危機一髪と思われた瞬間、地下室内にあったカプセルから一人の少年が飛び出して二人を救った。だが、状況の目まぐるしさについていけないセイカはレイシを連れて、その場から逃げ出してしまう。
翌日、いつものように登校する橘姉妹。だが校門の前で昨日の少年と出会い、彼はいきなりセイカとレイシに抱き着いてきた。パニックに陥るセイカの前に、間宮先生が現れて少年を紹介する。少年の名は大和オウガ。間宮先生いわく、今日から先生の元に厄介になる男性型マリオネットだという。そしてオウガは無垢というにも何も知らないがゆえに、その無邪気というにも破天荒な行動でセイカの周囲をひっかきまわす。実はオウガには「好きな相手と子どもを作れ」という指令が最優先に入れられており、オウガはその「好きな相手」を橘姉妹と認識していた。
オウガの在り様に戸惑う橘姉妹や周囲の人々だったが、実は戸惑っていたのはオウガも同じだった。オウガは間宮先生に自らの戸惑いをぶつけて最優先指令の事を話し、自分が何をするべきかを尋ねる。すると間宮先生は最優先指令の存在を肯定しオウガの事を「ライムの息子」だと指摘する。だが、初めて聞く「ライム」の名にオウガは戸惑いを大きくするだけだった。間宮先生はオウガに「いまだある人間とマリオネットの隔たりを、マリオネットに足りないものを埋める」事が使命だと語る。それこそは「間宮小樽が最期に見た夢であり願い」なのだと。
間宮先生の言葉を受けてオウガは橘姉妹に接近するが、夜這いを仕掛けたり間宮先生の手引きで同居に至ったり、そのアクションはどうもチグハグで空回りばかりする。困惑が広がるオウガだったが、そんな彼の悩みを嘲笑うかのように、彼の前に伝説のマリオネットにしてオウガの母とされるライムが現れる。ライムは「ボクはライム。キミのママ。そしてキミをコワスモノ」と語る。その場にレイシがいたがために、オウガは彼女を守るため、ライムと拳を交える事となってしまう（注：ここで物語は中断し「第1部 完」という扱いになっている）。

### 登場人物(i)
橘セイカ（たちばな セイカ）
本作の主人公。カルチェラタンの高校に通う女子高生。グレるには真面目だが、それでも反抗期真っ盛り。レイシの生真面目さや、マリオネットゆえの融通の利かなさ、そして自分が人間であるがゆえにマリオネットのように物事をそつなくこなす事ができないという事に苛立ちを抱き、また両親に可愛がられているレイシに対して軽い嫉妬も向けている。担任の間宮先生に憧れと恋心を抱いている。飛び蹴り・ドロップキックが得意技。
橘レイシ（たちばな レイシ）
セイカの妹で、もうひとりの主人公。セイカと同じく女子高生。妹だがマリオネットであるため、セイカを「様」付けで呼び、家族に対しても敬語が抜けない。オウガに惹かれてしまう。
大和オウガ（やまと オウガ）
旧校舎のカプセルから目覚めた男性型マリオネット。「ライムの息子」と呼ばれる。無邪気・無垢なのだがその分、常識も無い。最優先指令「愛する者と子どもを作れ」に対して最短距離を突っ走ろうとしてセイカから飛び蹴りを食らう日々。
御堂ナツメ（みどう ナツメ）
橘姉妹のクラスメイトであり友人の一人。マリオネット。気さくで博識であり知的なメガネ少女。生徒会副会長（人間）を姉に持つ。橘姉妹と異なり、姉妹仲はとても良い。
間宮（まみや）先生
セイカやレイシが所属するクラスの担任。オウガの保護者。アーカイブに映し出された間宮小樽の映像に対して「初代」と語りかけている事から、小樽の子孫と目されている。しかし、その血縁関係は伏せられている。
花形美剣（はながた みつるぎ）
セイカの通う高校の生徒会長。花形家13代目となる次期当主であり「花形美剣13世」を名乗る。自家に伝わる初代花形美剣の手記（偽書扱いであり正当な歴史記録とは認められていない）より自分の先祖（つまりは「J」の花形）が、あの大英雄・間宮小樽と真実の愛で結ばれていた永遠の友にして生涯の恋人であったと信じ切っており、それを心より誇りにしている少年。その事もあって間宮先生に懐いているが、先生に近づくたびにセイカからドロップキックを食らっており、彼女とはレベルの低い毒舌戦を繰り広げる仲だったりする。またセイカとの不毛なバトルの経緯もあり（元々の素質としても、その傾向はあるのだが）女性とマリオネットを嫌っている（表だって発言したら、この時代の社会的に問題があるので、あまり言わない）。なお花形の血筋に裏打ちされた暴走癖の持ち主でもある。
ライム
オウガの前に突如、現れた英雄マリオネットのひとり。オウガの母とされるマリオネット。だが、その態度や行動や表情は、かつての彼女らしからぬ冷徹かつ残忍らしきもので、突如オウガの破壊を宣言して彼に襲いかかる。また、それ以前にも世界政府の重役マリオネットを襲撃し機能停止に至らしめている。

## 英語版
英語版は『セイバーマリオネットR』をMedia Blastersが、その他の作品を米Bandai Visualが発売している。
英語版では『セイバーマリオネットJ』、『またまたセイバーマリオネットJ』、『セイバーマリオネットJtoX』、『セイバーマリオネットR』それぞれの作品で主要キャラクターの声優が交代しているが、ライム役のMaggie Blue O'Haraのみ『セイバーマリオネットJ』および『セイバーマリオネットR』で配給会社の枠を超えて担当している。